# Château de Maintenon
Pour les articles homonymes, voir Maintenon (homonymie).
Le château de Maintenon est situé au bord de l'Eure, dans la commune de Maintenon du département français d'Eure-et-Loir, en région Centre-Val de Loire. En 1674, il est acquis par Françoise d'Aubigné, « Madame de Maintenon », maîtresse puis épouse secrète de Louis XIV.
Réalisé pour l'essentiel dans le style Louis XII, vers 1505, il fait l’objet d’un classement au titre des monuments historiques depuis juillet 1944.

## Description

### Construction
La construction s'étale du XIIe au XVIIIe siècle.
Au début du XVIe siècle, Jean Cottereau transforme la forteresse en château de plaisance. Au XVIIe siècle, Madame de Maintenon ajoute une aile.
- L'accès au corps de logis principal, flanqué de deux tours rondes, s'effectue par une avant-cour et un pont, jadis un pont-levis. Avec les ailes sud-est et sud-ouest, le logis encadre la cour d'honneur qui précède le parterre et le parc.
- L'aile sud-est date du début du XVIe siècle et se termine par une tour ronde.
- L'aile sud-ouest a remplacé, au milieu du XVIe siècle, un mur qui reliait le corps de logis principal au donjon.
- Le donjon carré en grès fut construit au XIIIe siècle. Au début du XVIe siècle, il est surélevé et couvert d'une toiture soutenue par une charpente en châtaignier.
- La longue aile nord-est fut construite à la fin du XVIIe siècle pour abriter une écurie et une orangerie et, à l'étage, des appartements.
- Louis XIV fait réaliser des travaux pendant la construction du canal de l'Eure, notamment le jardin par Le Nôtre, ainsi que le grand canal qui passe sous l'aqueduc.

### Intérieur
Plusieurs pièces restaurées, meublées et décorées, sont ouvertes à la visite :
- Les appartements XVIIe siècle, situés à l’étage du corps de logis principal, comprennent successivement :
  - un passage conduisant à la chambre qu’occupait Madame de Maintenon, avec son antichambre et son petit oratoire ;
  - une seconde chambre qu’occupait le maréchal de Noailles, également précédée par une antichambre ;

- Les appartements XIXe siècle comprennent notamment :
  - la salle à manger ;
  - le salon du Roi, avec ses deux pages porte-lumière constitués de bois et d'or ;
  - le grand salon ;
  - la salle de billard dans son état du XIXe siècle, décorée de deux portraits au pastel de l'artiste autrichien Clemens von Pausinger (de), dont un portrait de Yolande d'Albert de Luynes, duchesse de Noailles ;
  - la bibliothèque du milieu du XIXe siècle, dans laquelle sont exposés notamment des ouvrages ayant appartenu à la marquise de Maintenon,  Classé MH (1976)[3] ;
  - la grande galerie, créée en 1856, représentant des membres de la famille de Noailles,  Classé MH (1976)[4] ;
  - à l'extrémité, se trouve un cénotaphe à la mémoire de la marquise ;
  - deux salons tapissés de papiers peints chinois datant de la fin du XVIIIe siècle, représentant des oiseaux et fleurs sur fond bleu uni,  Classé MH (1944)[5] ;
  - la pièce de Saxe, avec la porcelaine de Meissen ;
  - la terrasse, s'ouvrant sur les jardins à la française.

La tour carrée et l’aile attenante ne se visitent pas.

Intérieur du château de Maintenon
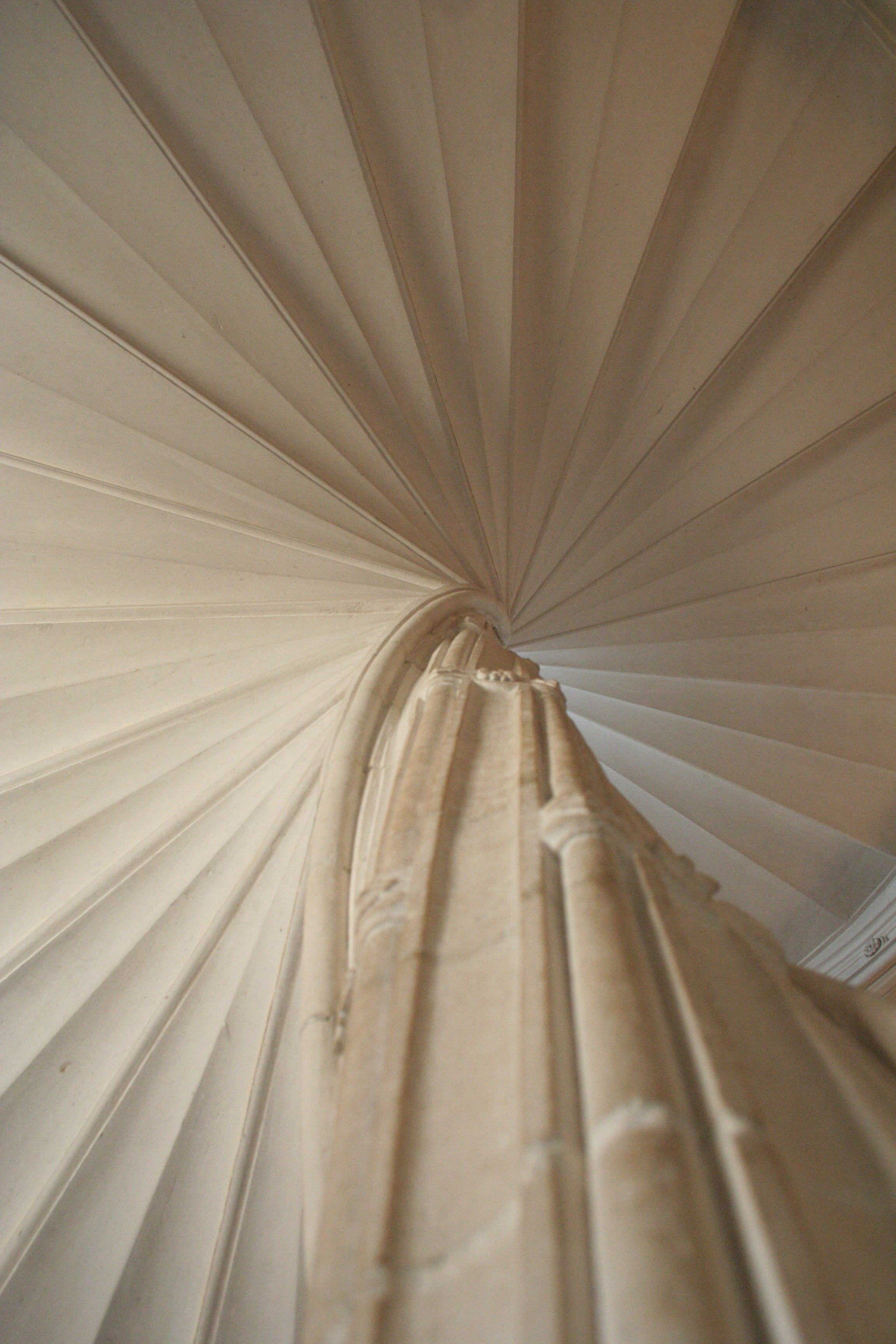
Escalier d'accès aux appartements.
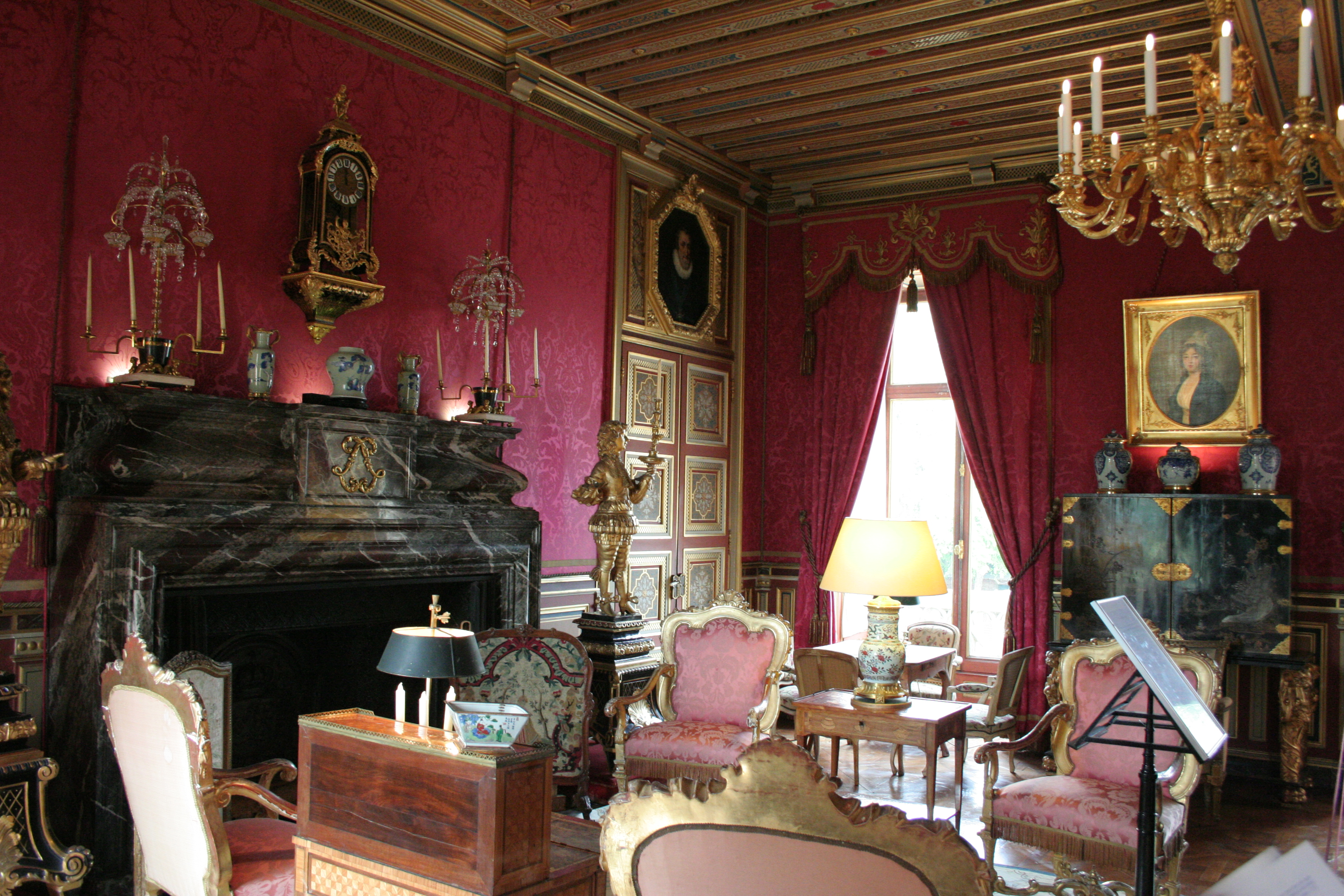
Le salon du Roi.
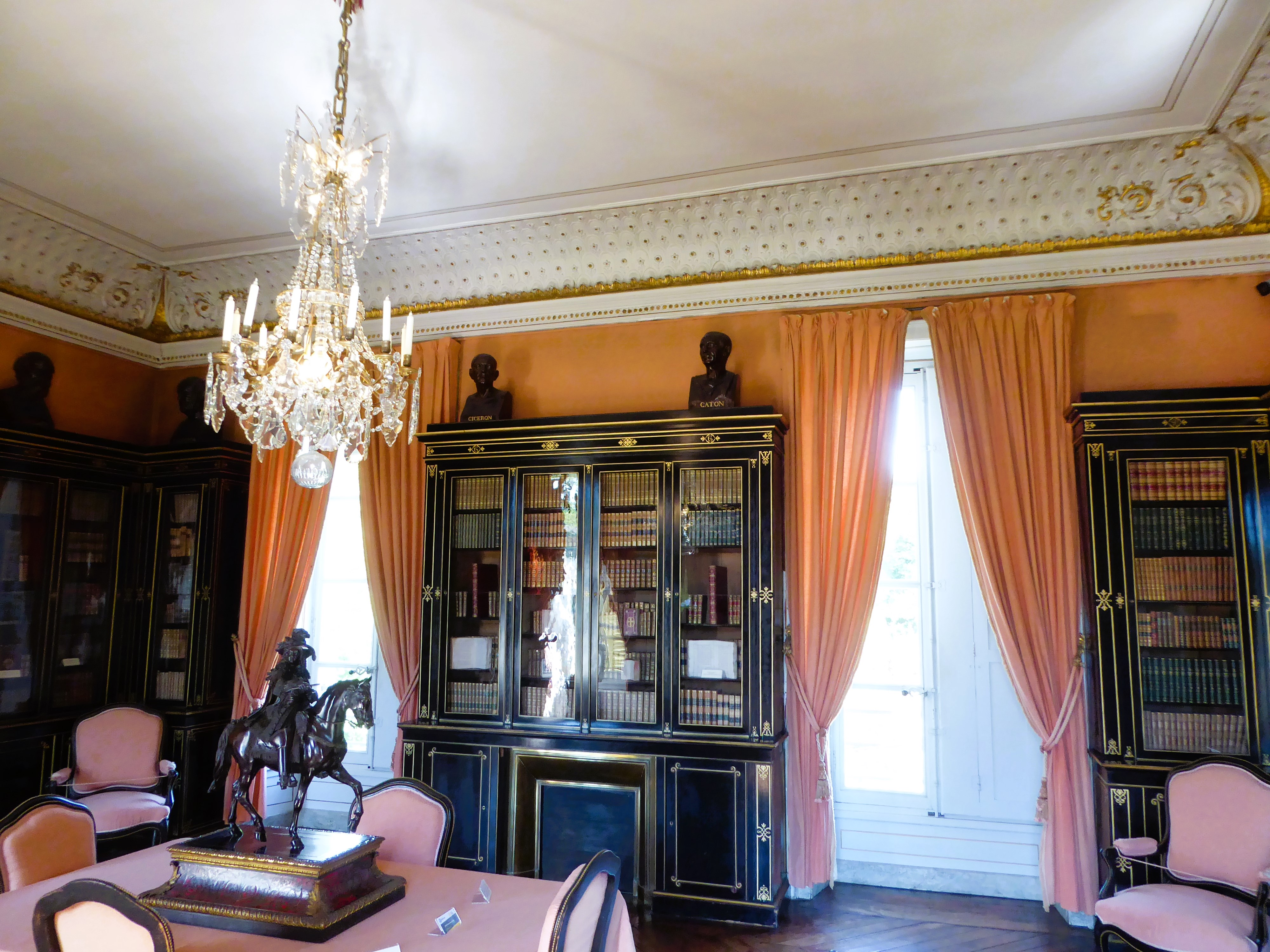
La bibliothèque, les bustes de Cicéron et Caton[3].
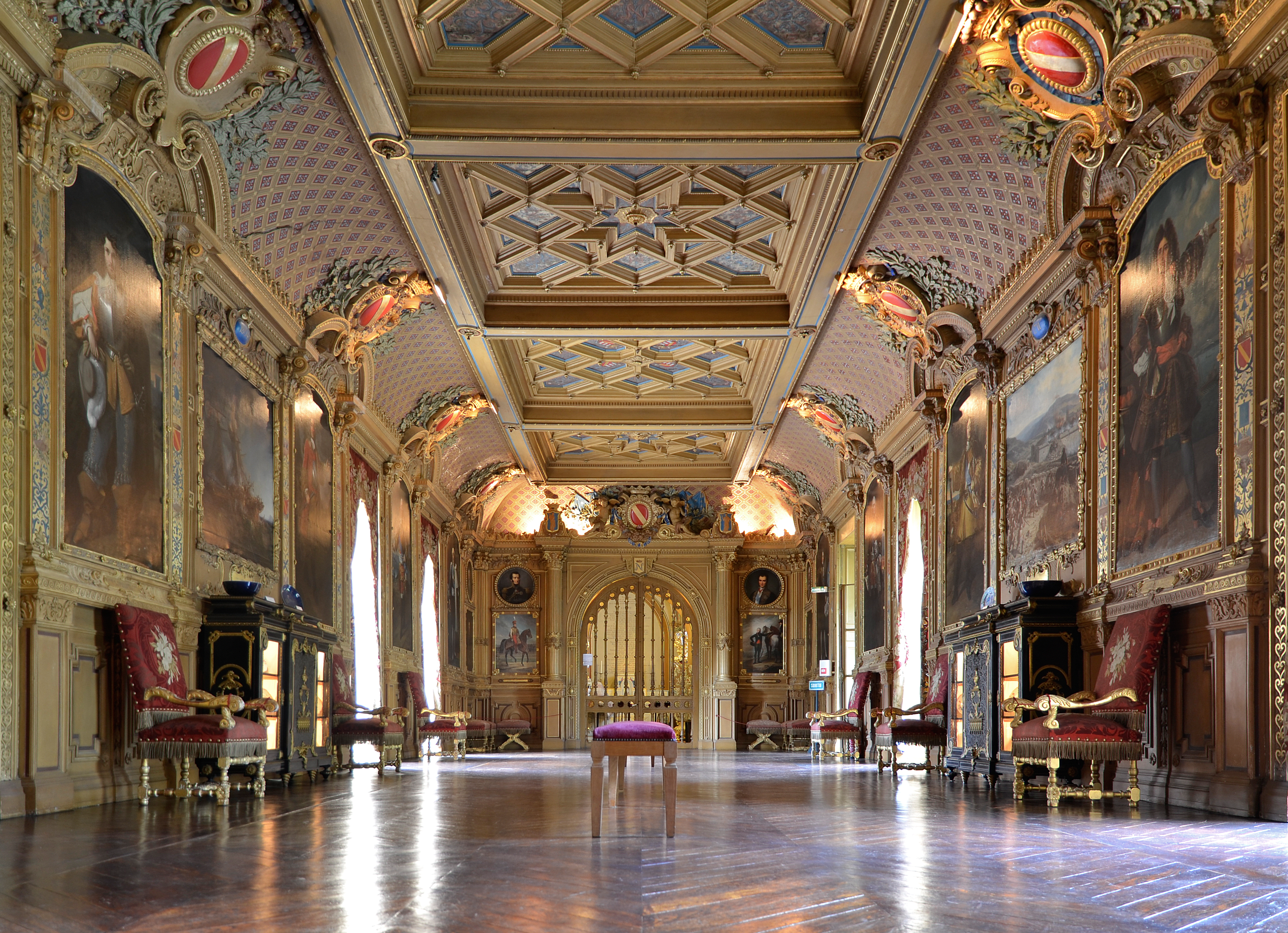
La grande galerie en 2012[4].
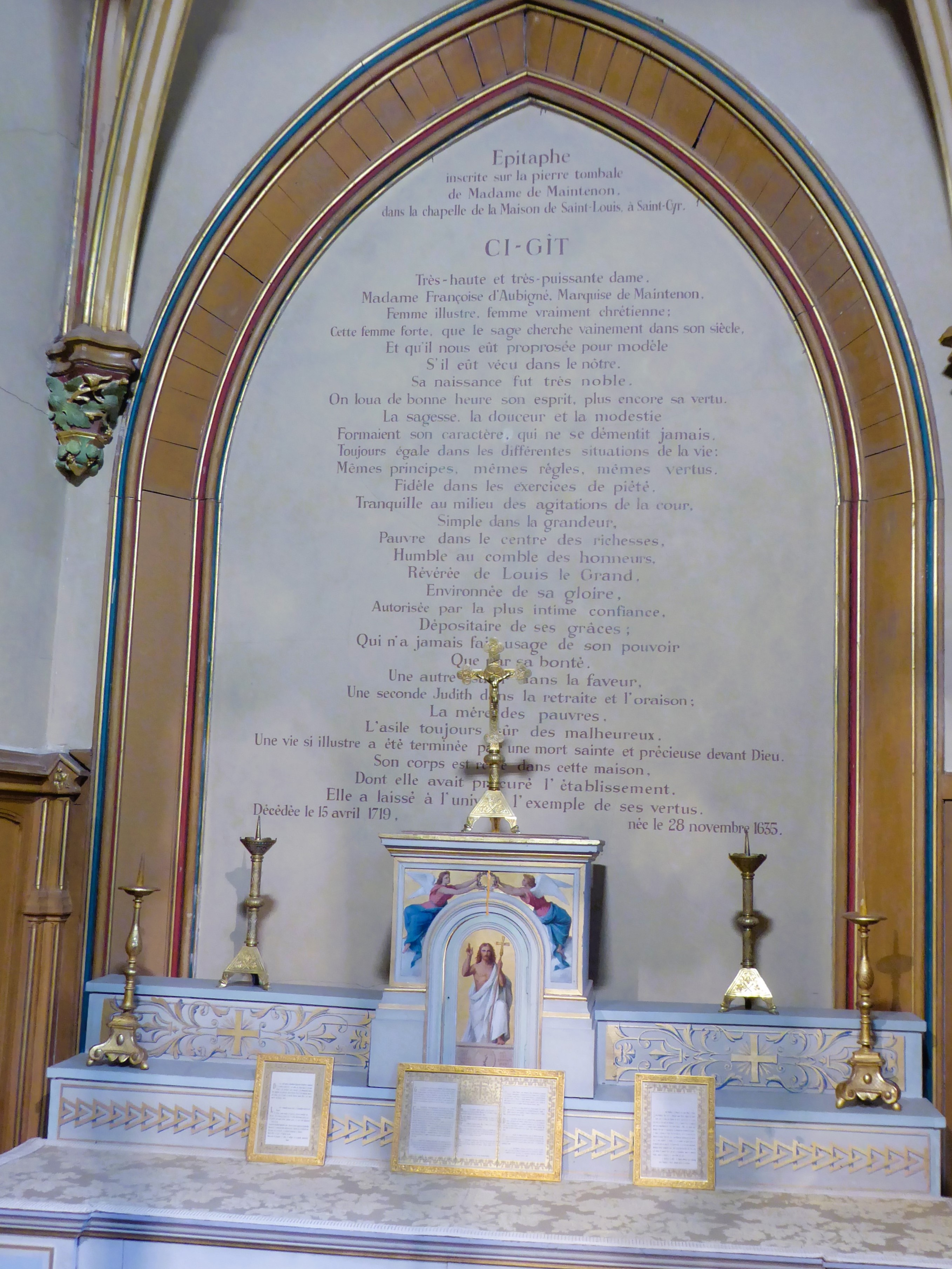
Cénotaphe de Madame de Maintenon.
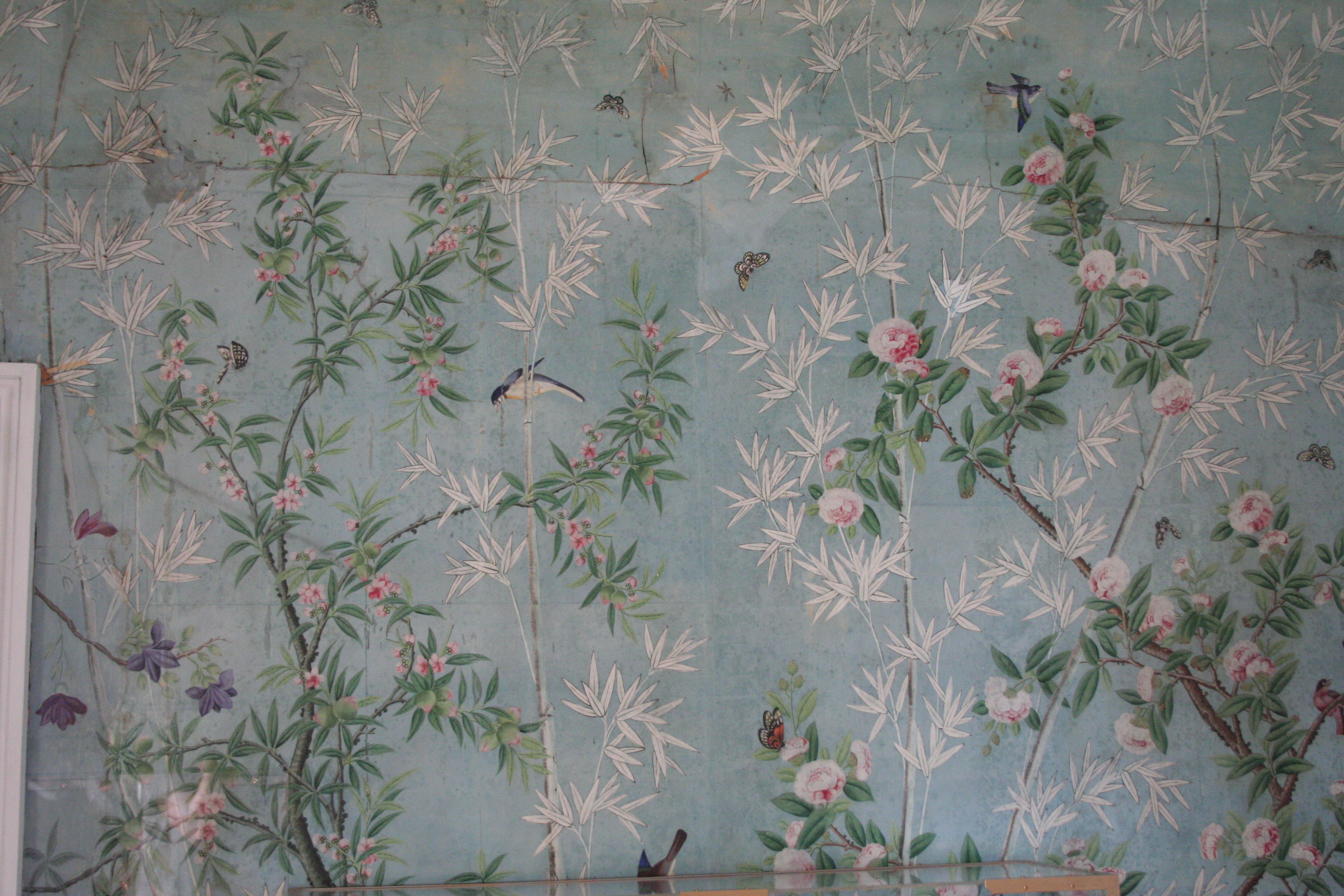
Papiers peints chinois, XVIIIe siècle[5].
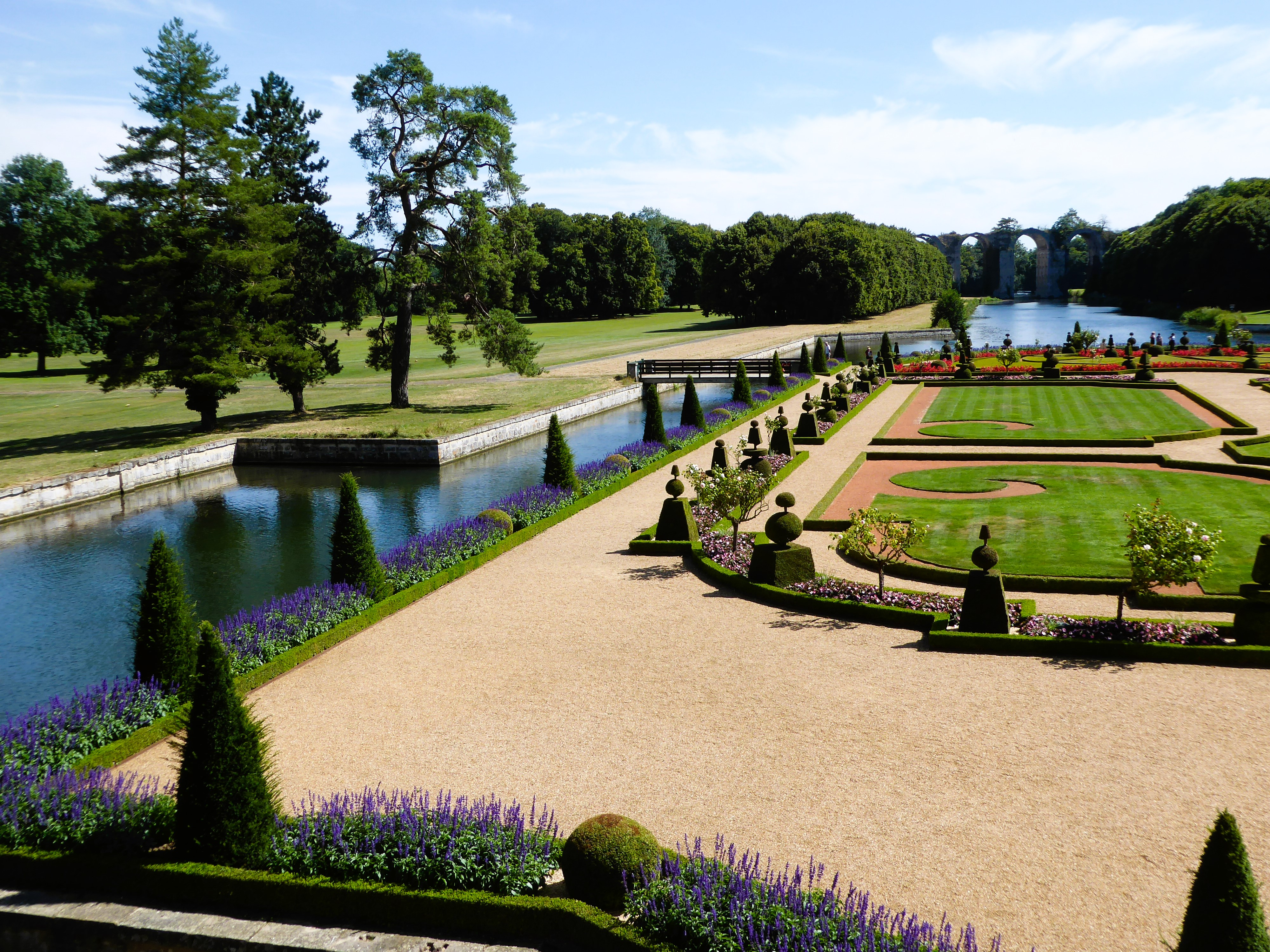
Vue de la terrasse du 1er étage.

#### Collection de peintures
Cette collection présente, notamment dans la Grande Galerie, des représentations de personnalités royales ou nobles en relation avec le château, ainsi que le château lui-même :
- Madame de Maintenon en sainte Françoise Romaine d'après Mignard, école française XVIIe siècle, tableau acquis par l'Association des amis du château de Maintenon[6] ;
- Françoise d'Aubigné future marquise de Maintenon (1635-1719), école française XVIIe siècle[6] ;
- Madame de Maintenon, le duc du Maine (1670-1736) et le comte de Vexin (1672-1683) par Pierre Mignard (1612-1695)[6], fils légitimés de Louis XIV et de Madame de Montespan ;
- George Villiers (2e duc de Buckingham) et son frère, Lord Francis Villiers, par Antoine van Dyck, 1635 ;
- Adrien Maurice duc de Noailles, maréchal de France, Grand d'Espagne, mort en 1766[7] ;
- Marie-Victoire de Noailles (1688-1766) ;
- Portrait de Paul, duc de Noailles, de l'Académie française (1802-1885) par Paul Delaroche, 1845,  Classé MH (1993), dépôt de l’État[8] ;
- Portrait en pied de Louis XIV âgé de 63 ans en grand costume royal par Hyacinthe Rigaud, 1701, réplique de l'original exposé au Louvre ;
- Louis XV, roi de France et de Navarre par Jean-Baptiste van Loo, une des nombreuses répliques d'un original perdu, vers 1723 ;
- Portrait de Marie Leszczynska (1703-1768) ;
- François-Edme Ricois (1795-1881) :
  - Le château de Maintenon vu à travers l'aqueduc[6] ;
  - Chapelle du château de Maintenon, sous verre daté de 1837[6] ;
  - Château de Maintenon vue à travers aqueduc, sous verre daté de 1838[6].

Peintures de la collection du château
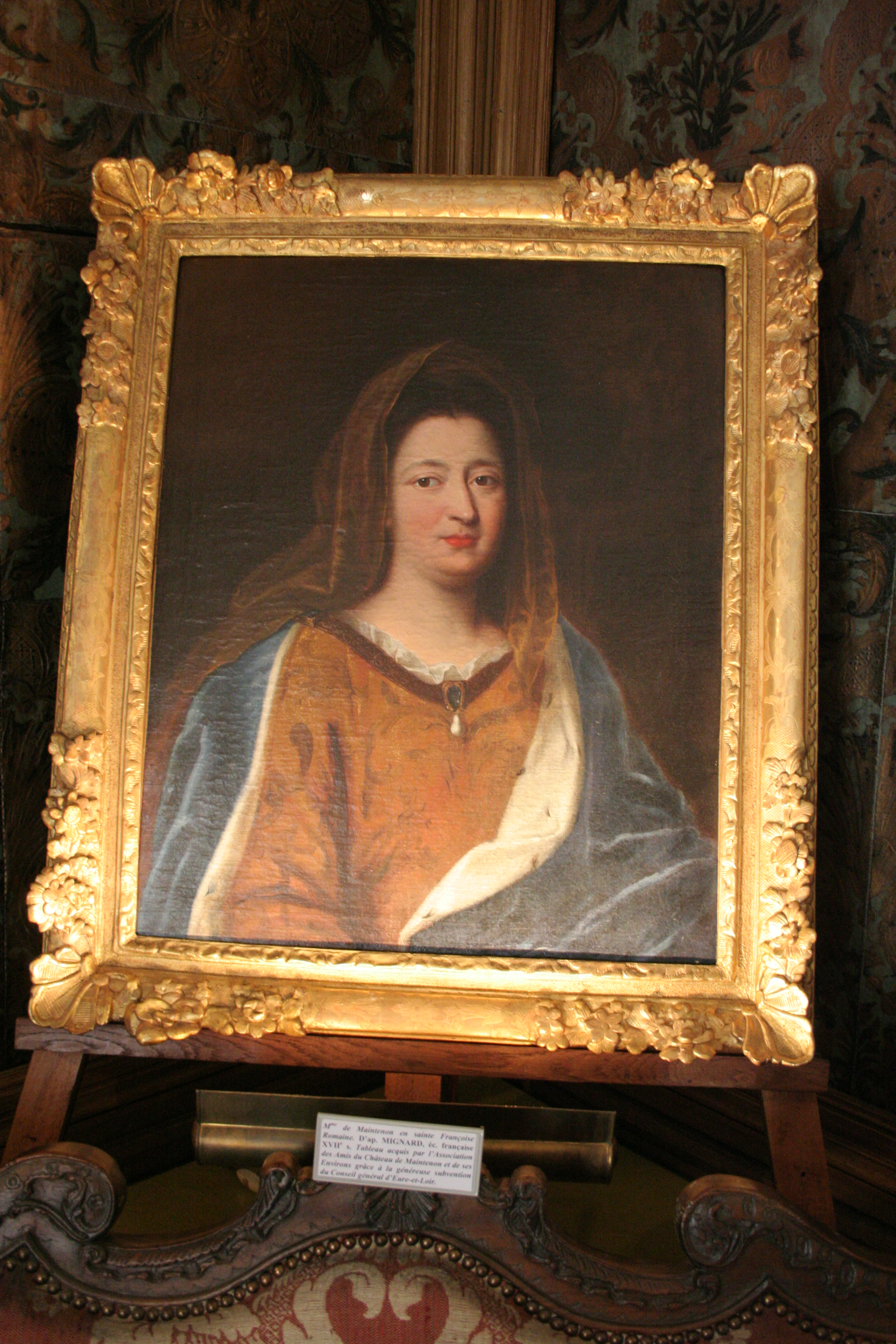
Madame de Maintenon en sainte Françoise Romaine d'après Mignard, école française XVIIe siècle.
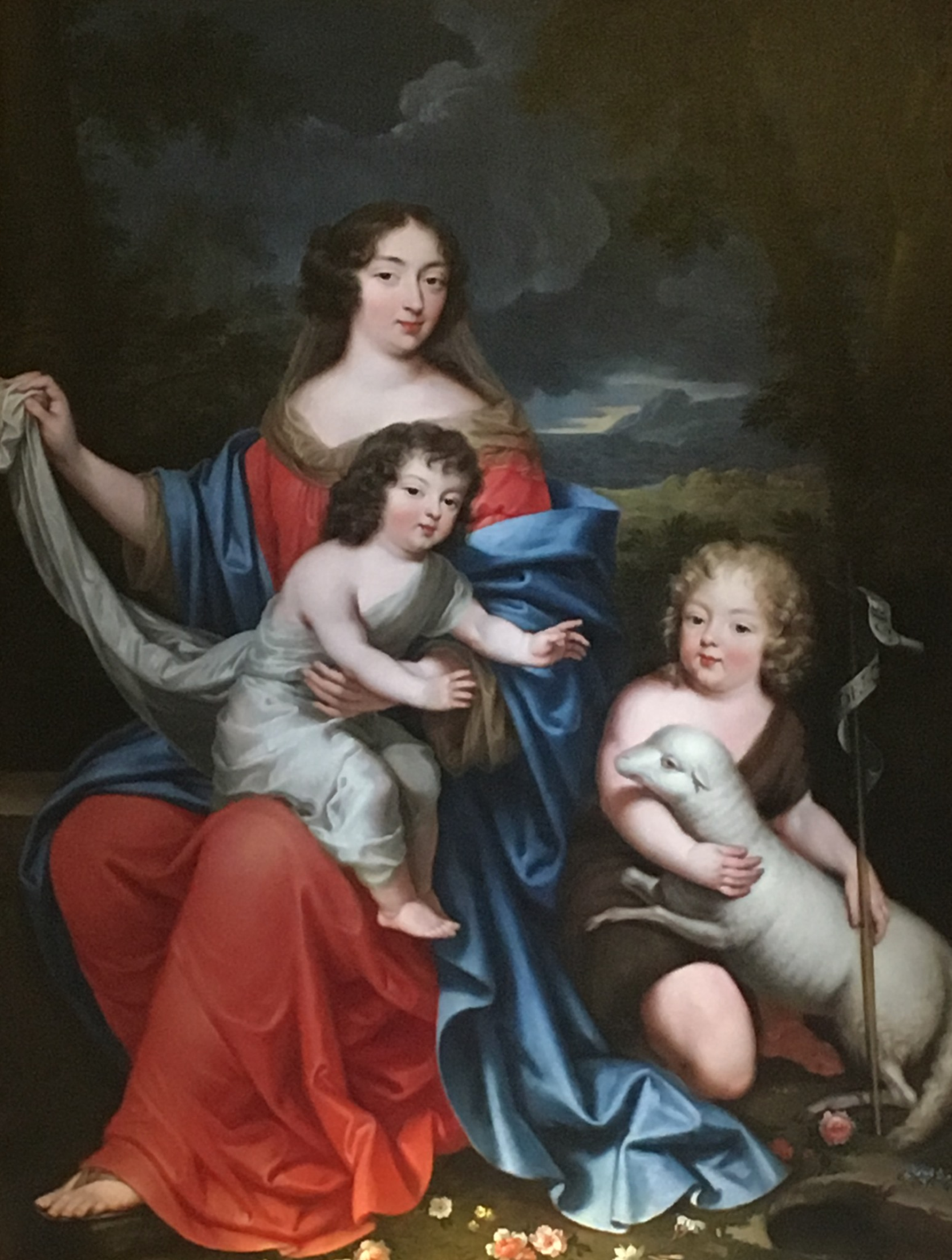
La marquise de Maintenon, le duc du Maine et le comte de Vexin par Pierre Mignard.
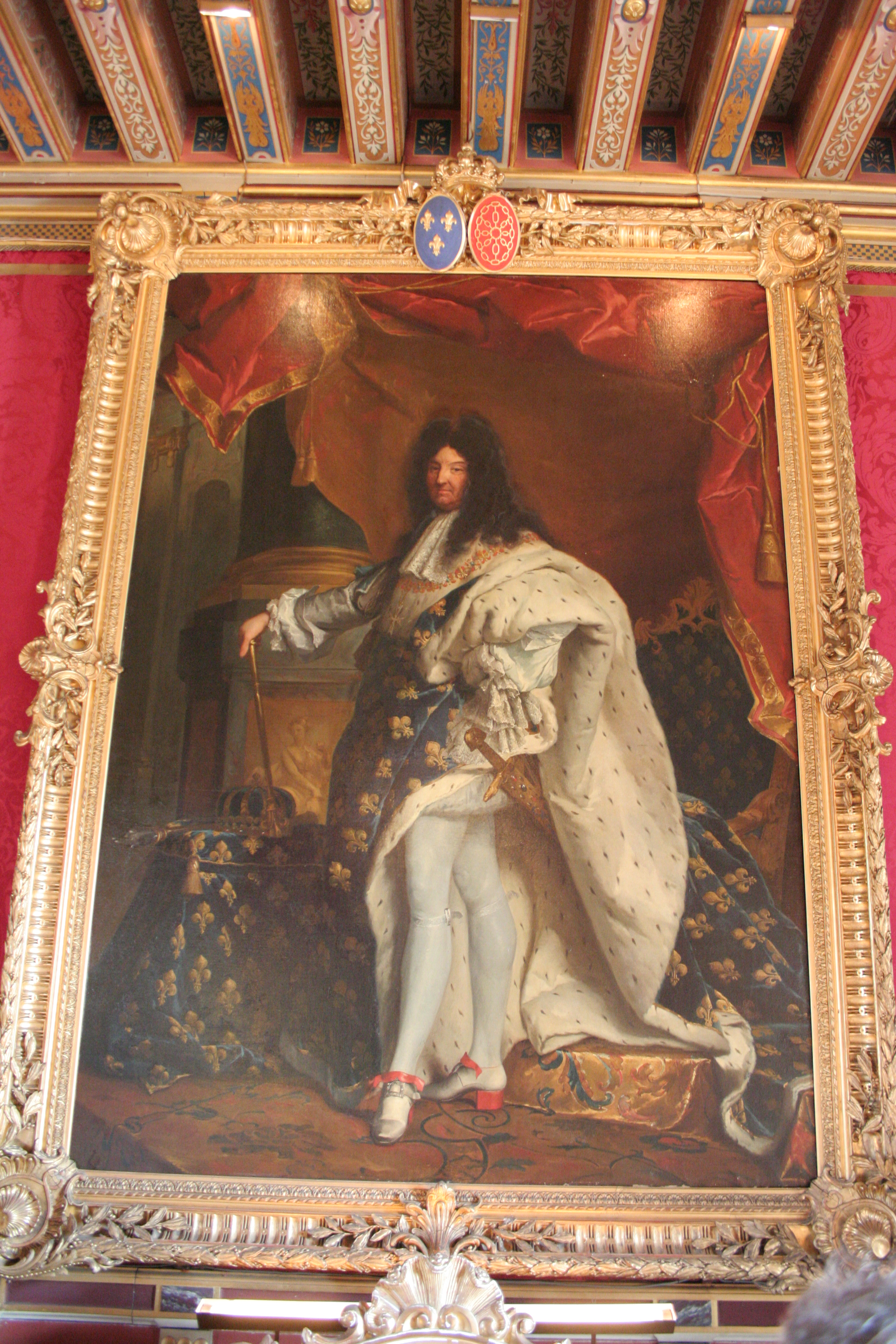
Portrait de Louis XIV en costume de sacre par Hyacinthe Rigaud, 1701.
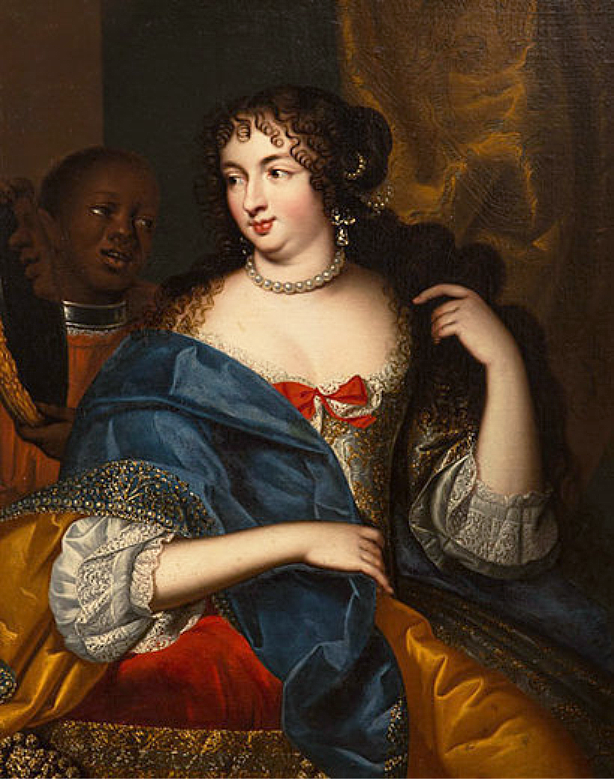
Portrait de Madame de Montespan, peintre non-identifié.
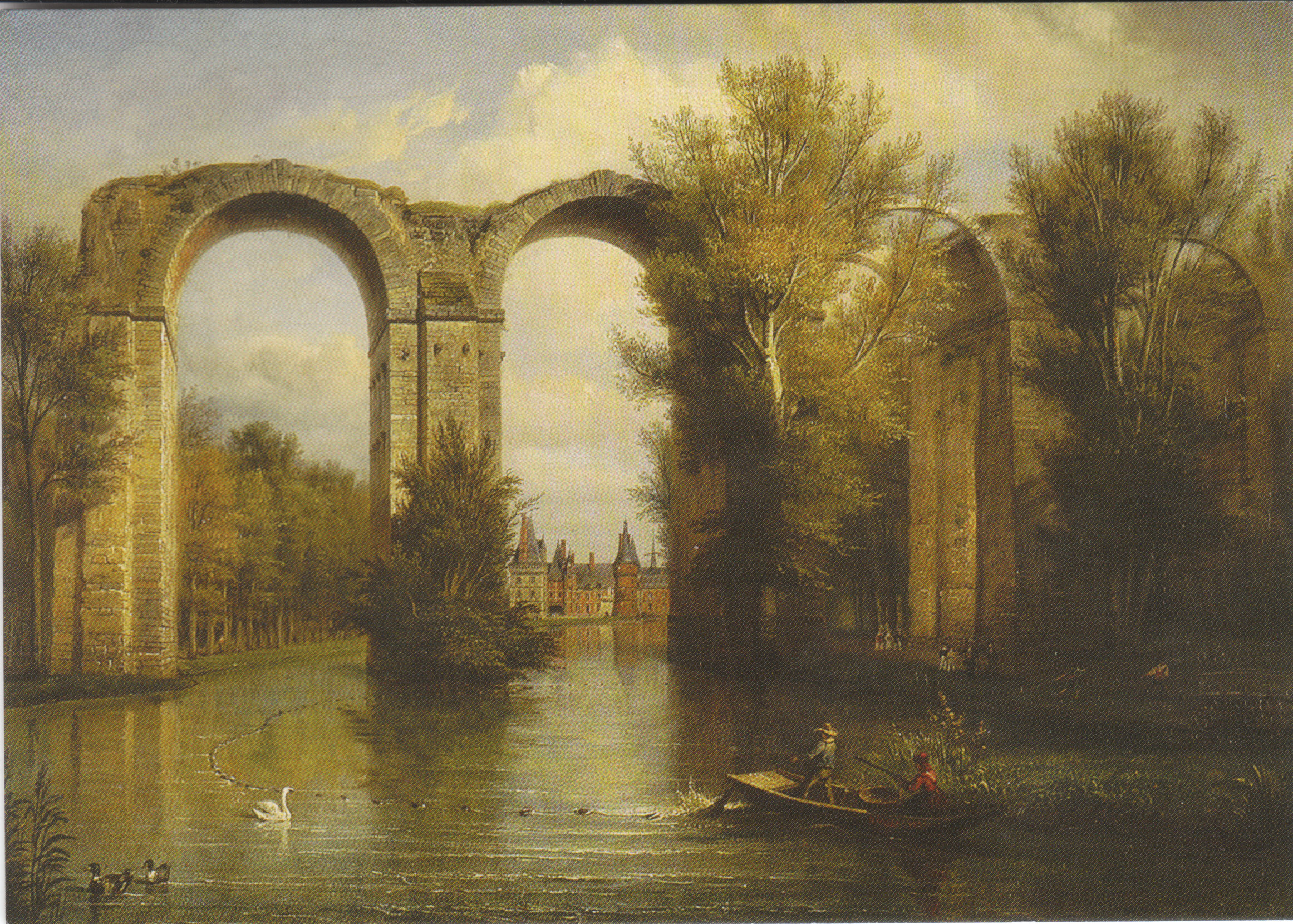
Le château de Maintenon vu à travers l'aqueduc par François-Edme Ricois (1795-1881).
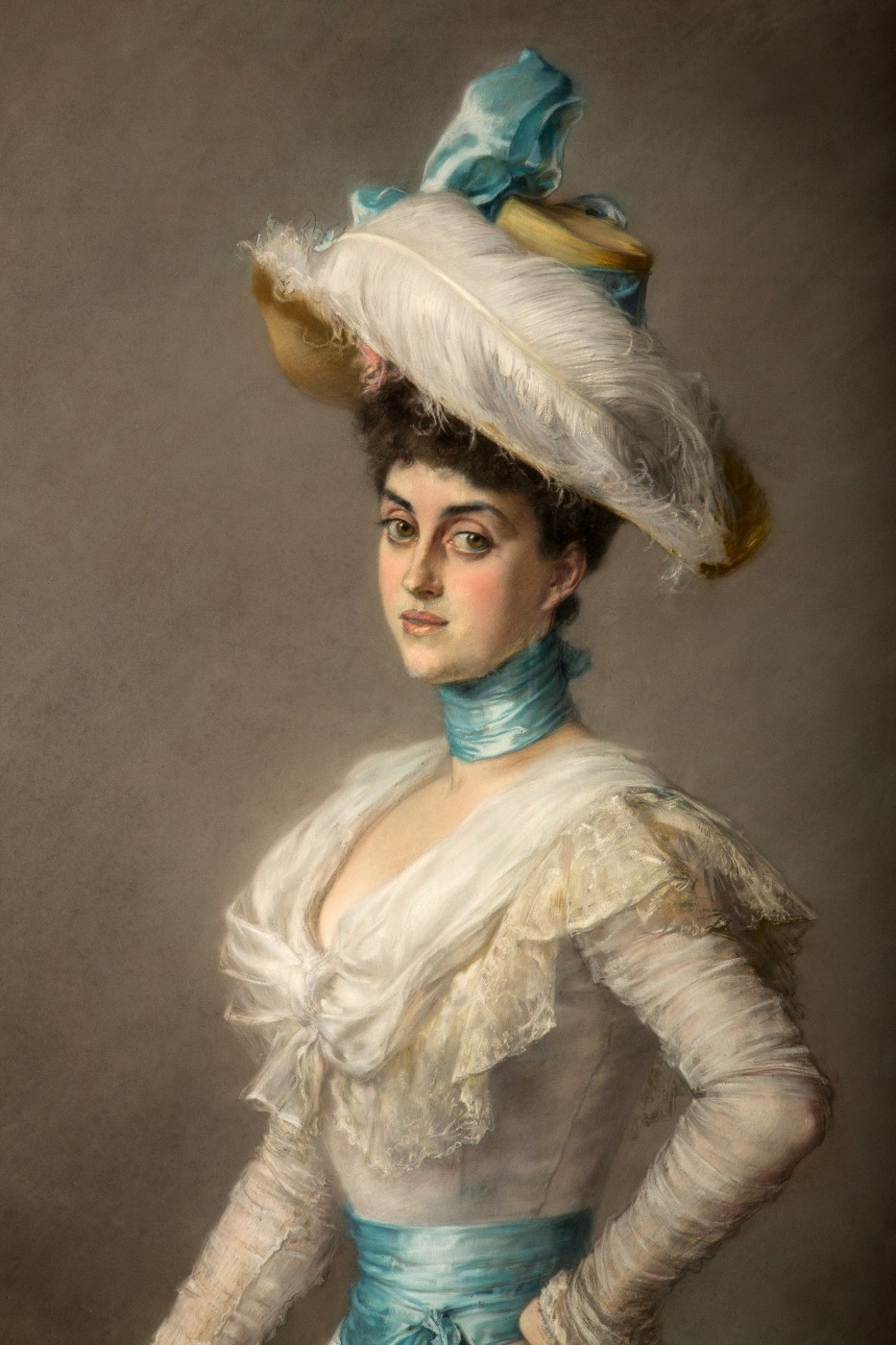
Yolande d'Albert de Luynes, duchesse de Noailles, détail d'un pastel de Clemens von Pausinger.

### Perspective, jardin et parc

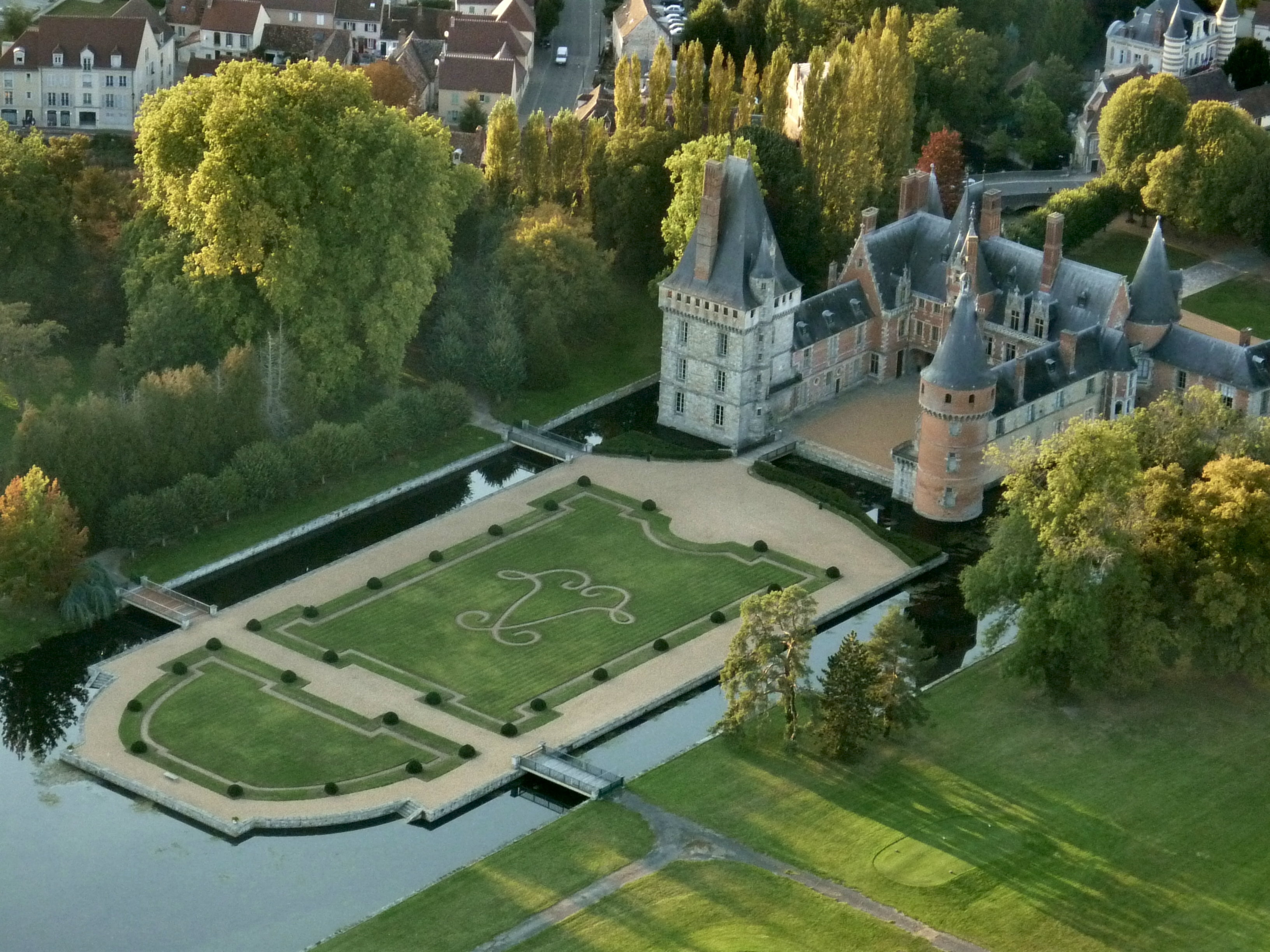
Le jardin en 2011, avec le monogramme de Louis XIV.

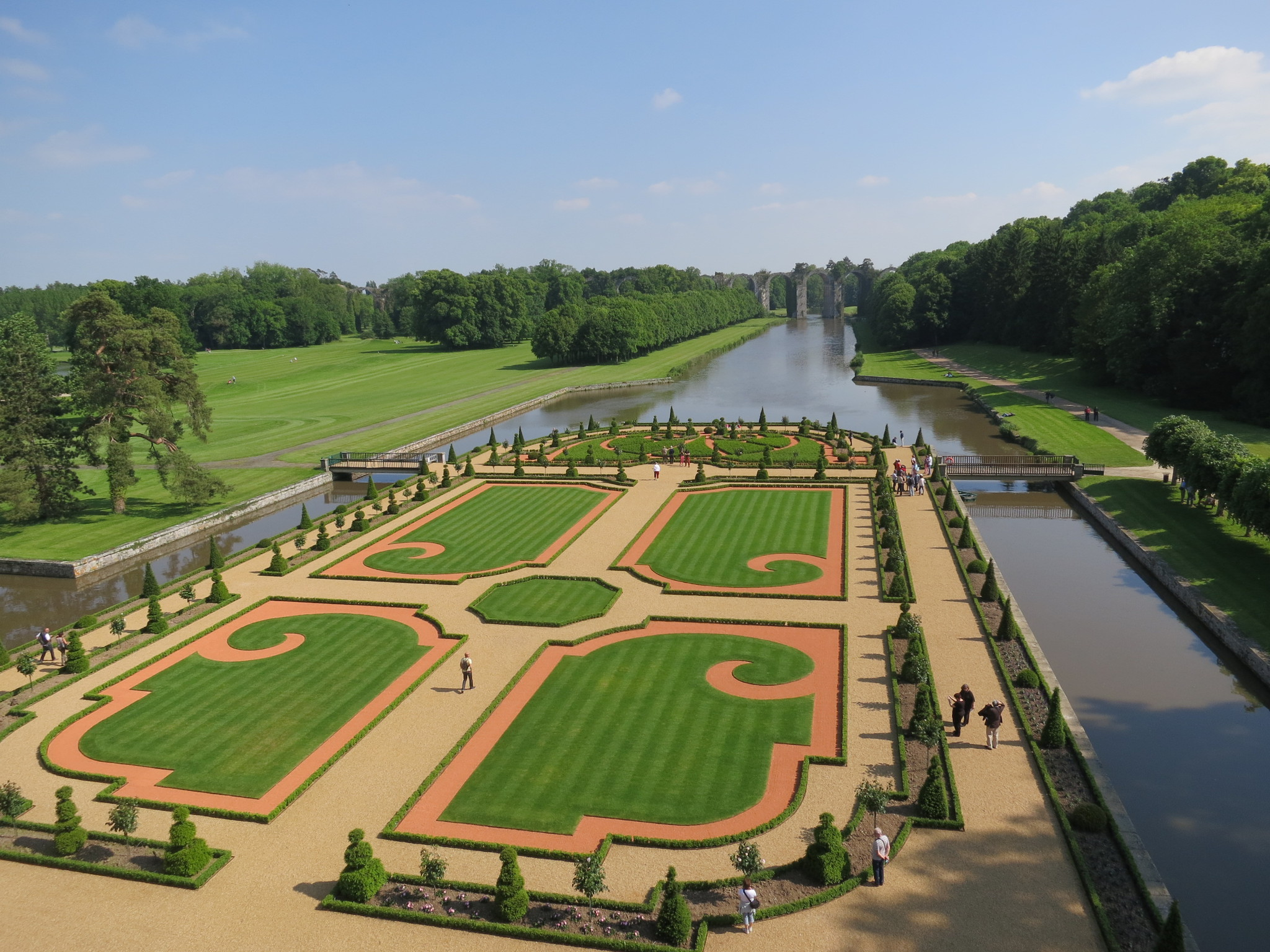
Le jardin à la française en 2014 selon les plans de Le Nôtre.

La perspective et le jardin ont été dessinés par Le Nôtre.
Jusqu'en 2013, le jardin était constitué d'un simple parterre, comprenant en son centre le monogramme de Louis XIV, deux "L" entrelacés.
En 2013, à l'occasion des 400 ans de la naissance d'André Le Nôtre, ce parterre a été remplacé par un jardin à la française, réalisé par le conseil départemental d'Eure-et-Loir selon des plans établis par Le Nôtre, mais non réalisés jusqu'alors.
Deux allées, baptisées « Racine » à l'ouest et « Le Nôtre » à l'est, bordent la rivière de l'Eure, transformée en canal. Ces deux allées sont labellisées depuis 2023 ensemble arboré remarquable. Du côté du parc, l'allée Racine compte 146 tilleuls, disposés en deux alignements et espacés tous les quatre mètres, et, du côté du golf, l'allée Le Notre en comporte 287. Leur hauteur moyenne est de 26 m.
Est également labellisé à cette date le trio de platanes situé à l'entrée du parc, planté aux environs de 1830. Leur hauteur est d'environ 38 m et leur circonférence respective de 4,30 m, 4,60 m et 4,90 m.

Ensemble arboré remarquable
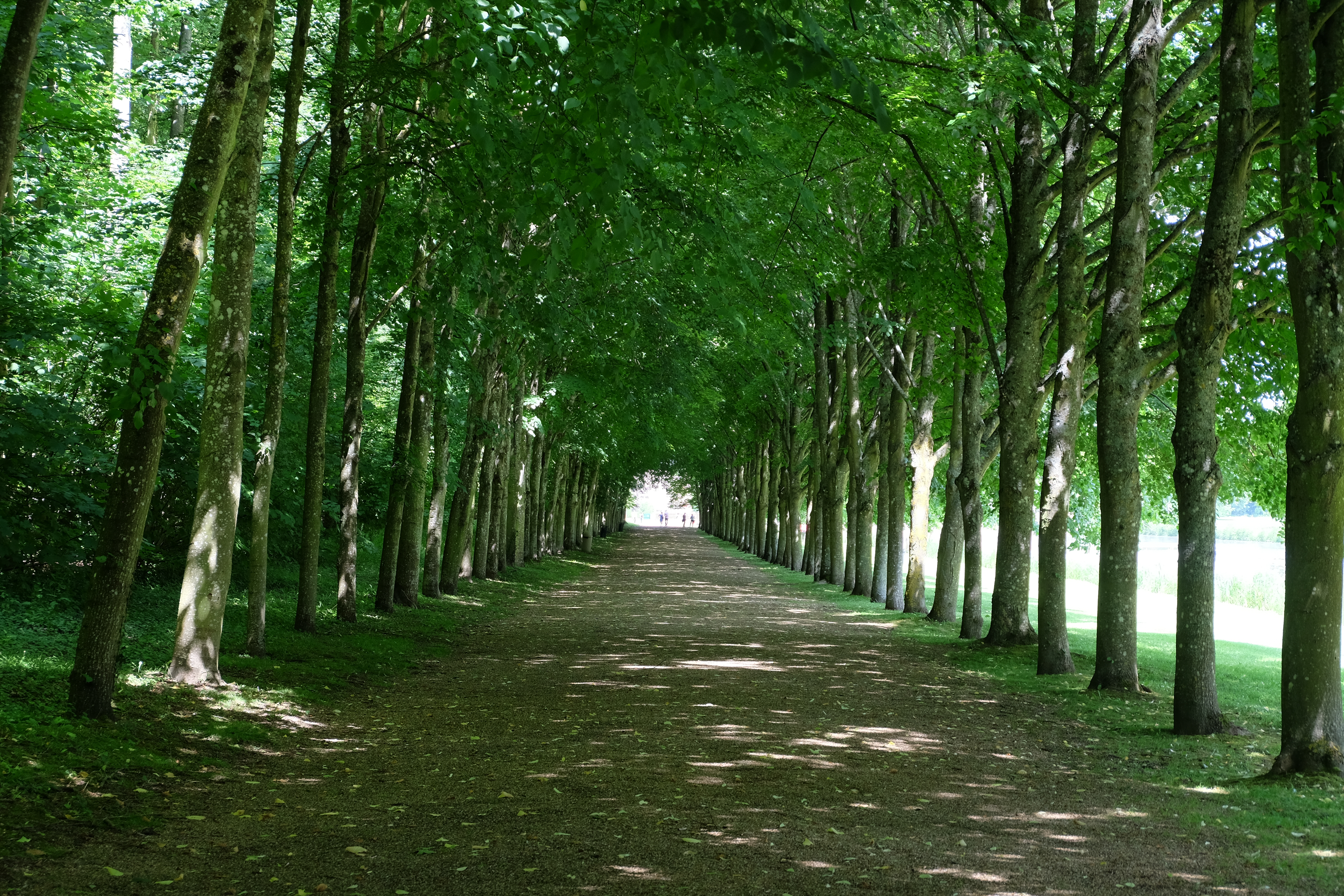
Tilleuls de l'allée Racine.
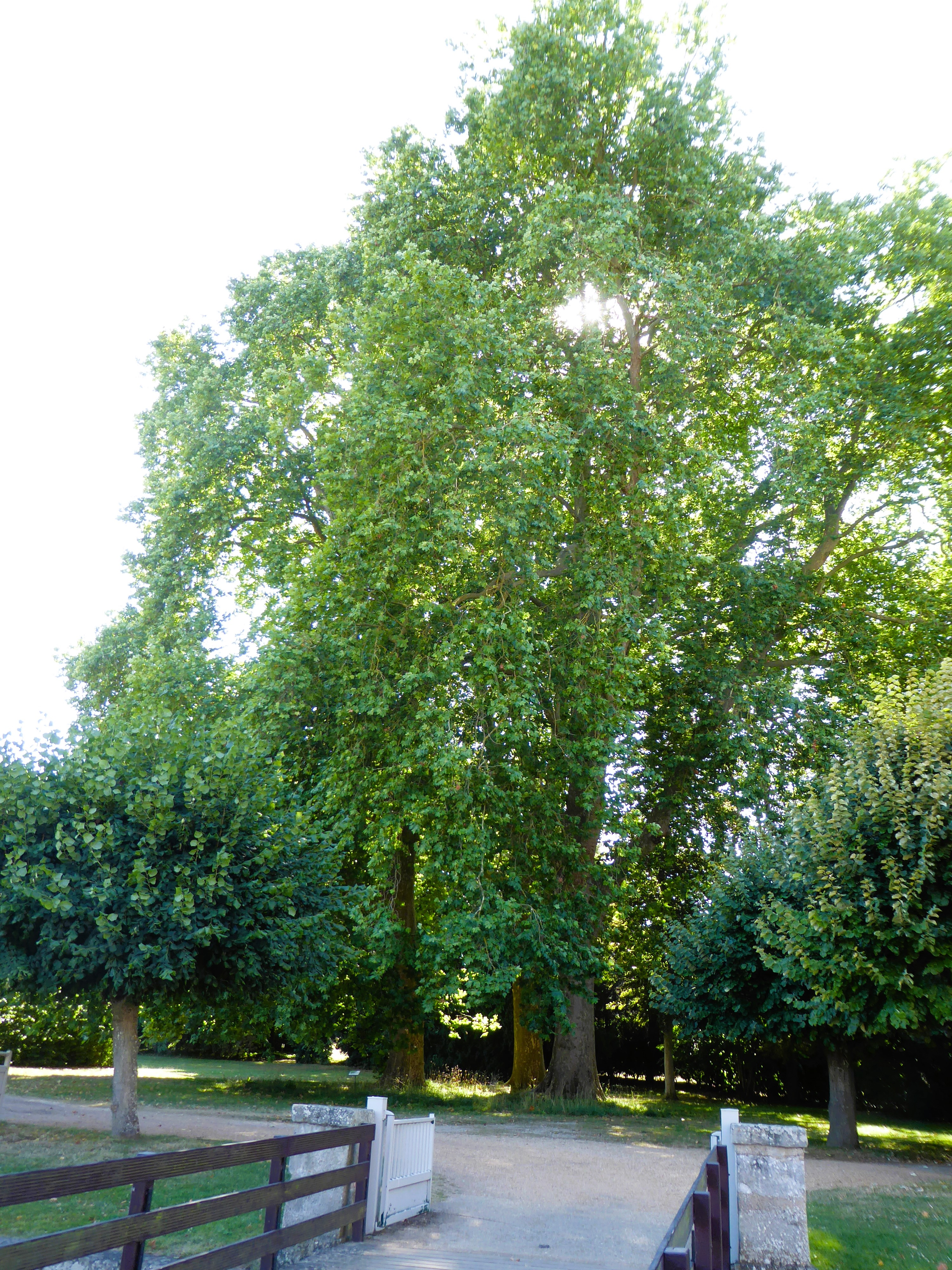
Trio de platanes.
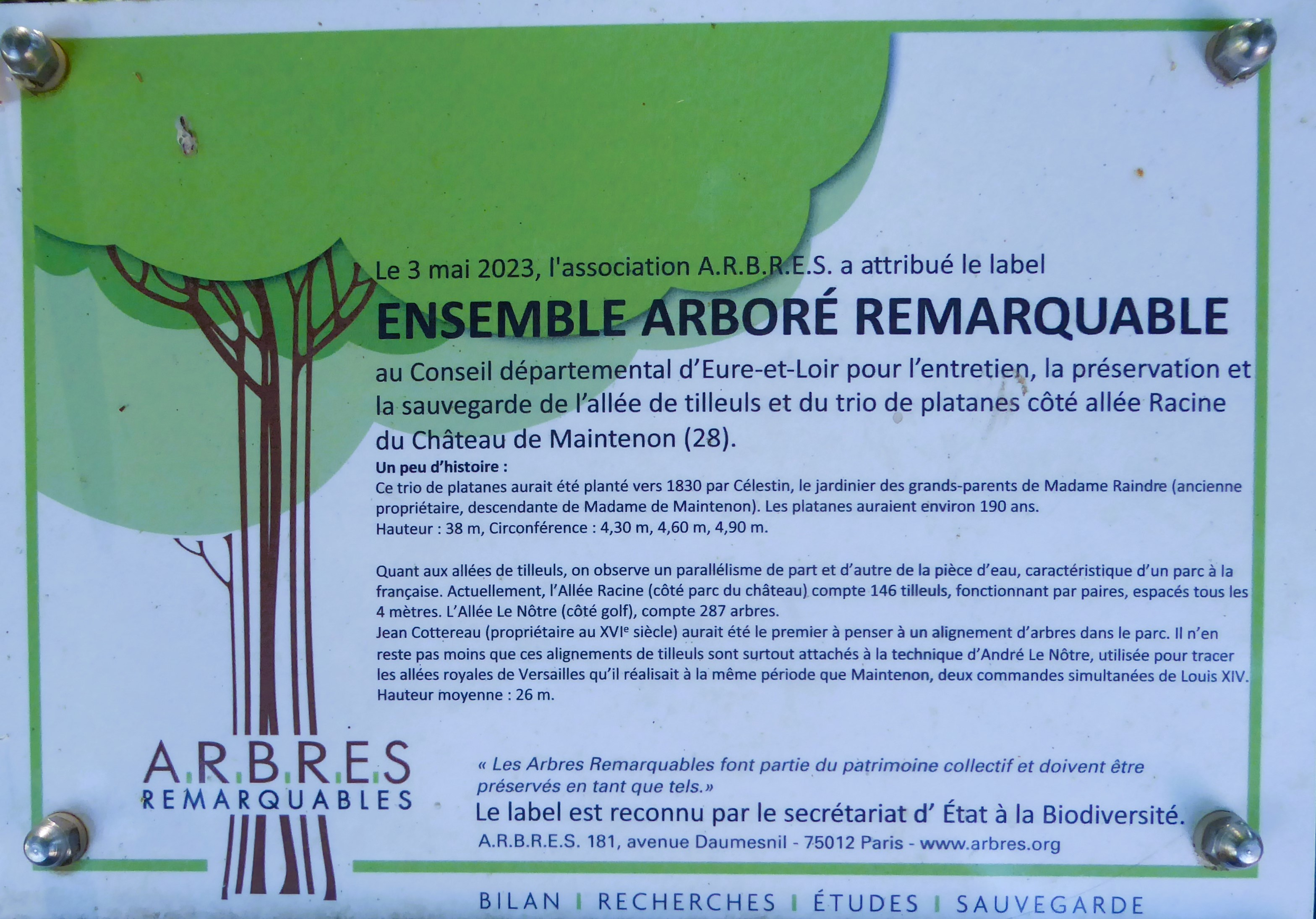
Plaque Arbres remarquables de France.

### Aqueduc

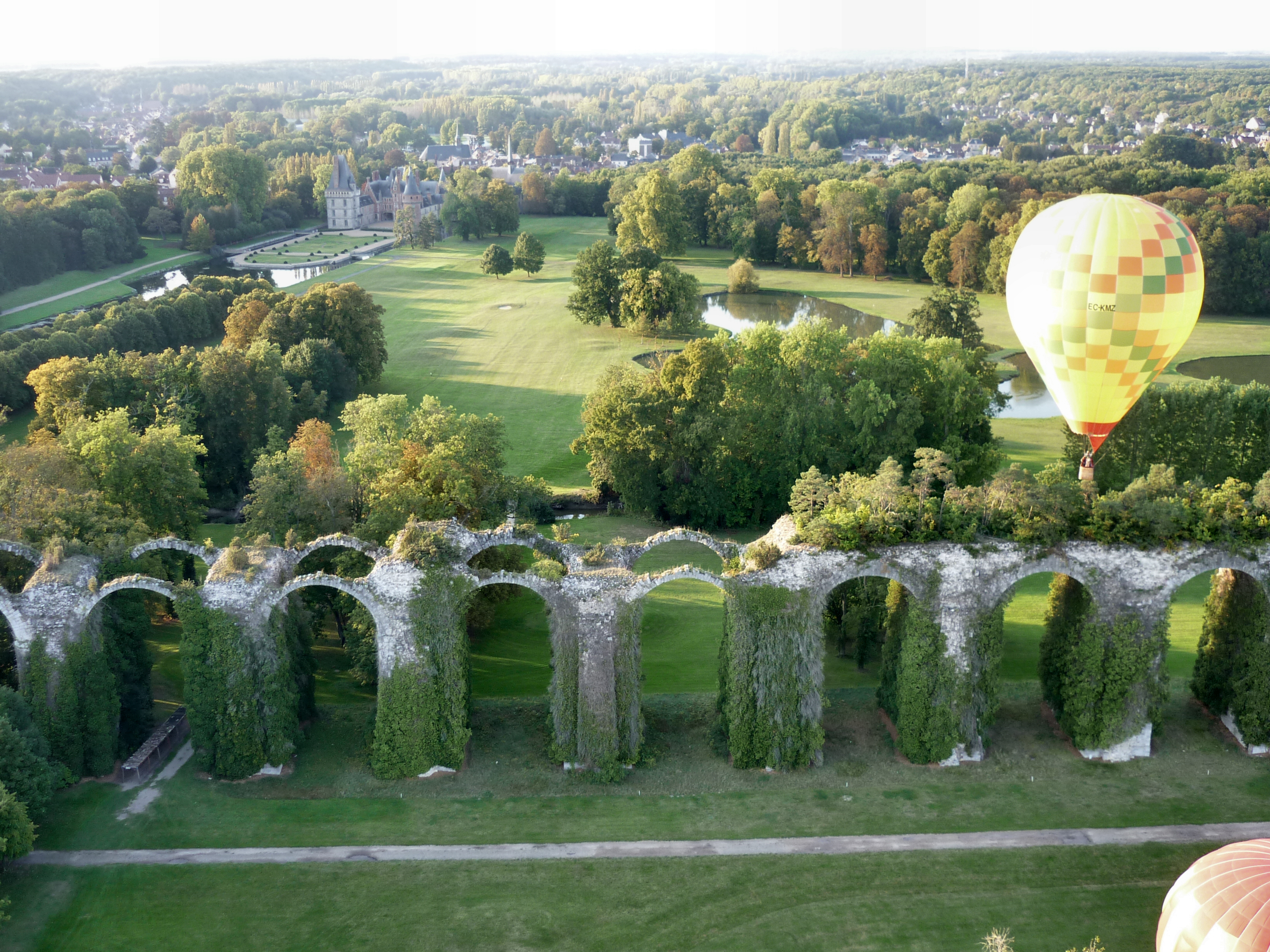
L'aqueduc de Maintenon.

Au fond du parc, subsistent les vestiges de l'aqueduc qui devait alimenter les fontaines du parc du château de Versailles. Le projet consistait à détourner les eaux de l'Eure par un ouvrage de 80 km. Une partie devait être constituée de levée de terre, mais pour les parties d'une hauteur supérieure à 60 pieds, il fut décidé de réaliser des aqueducs. Vauban est chargé de mener les études et les travaux.
En 1685, il commence les études de l'aqueduc devant, afin d'enjamber l'Eure, traverser le parc du château de Maintenon. L'aqueduc devait avoir 47 arcades au premier rang, 195 arcades au second et 390 au troisième. La guerre de la Ligue d'Augsbourg de Louis XIV empêcha la fin des travaux. L'édifice a fait l’objet d’un classement au titre des monuments historiques depuis 1875.

## Historique

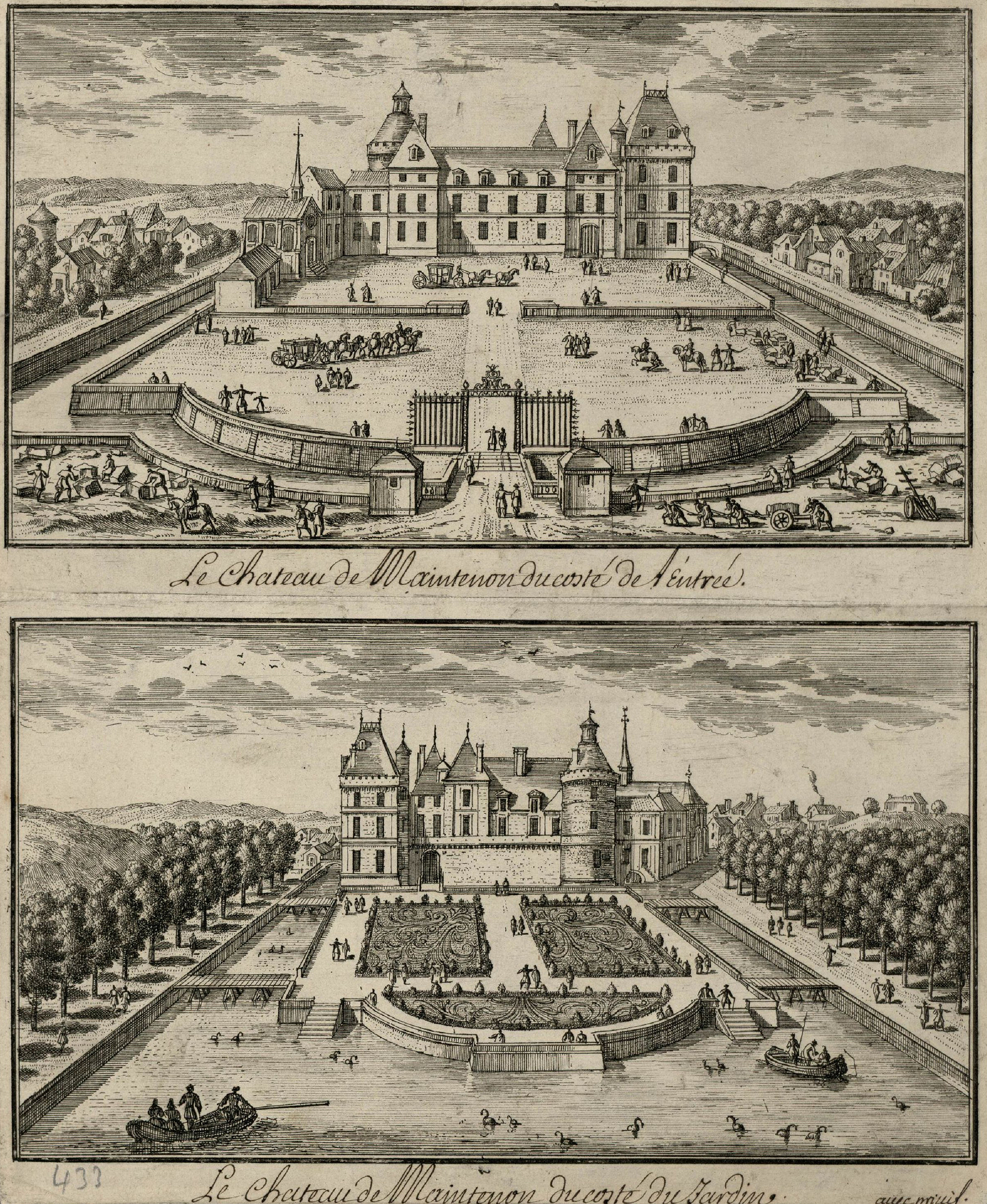
Gravure du château au XVIIe siècle.

Le château est construit dans le style Louis XII à partir de 1505 sous l'impulsion du propriétaire des lieux, Jean Cottereau, trésorier surintendant des finances sous Louis XII, puis François Ier et Henri II.
À sa mort en 1530, il le laisse en héritage ainsi que les terres environnantes à Jacques d'Angennes, seigneur de Rambouillet, son gendre.
Son fils Louis en hérite en 1562 et devient baron de Maintenon ; ses héritiers vendent la propriété au marquis de Villeroy d'Angennes.
Le 27 décembre 1674, Françoise d’Angennes, épouse Odet de Riantz, marquis de Villeroy, héritière de Charles François d'Angennes, vend son château et le titre de Maintenon pour 150 000 livres à la veuve du poète Scarron, dame Françoise d'Aubigné qui devient ainsi marquise de Maintenon.
Dès lors, le château s'agrandit et s'embellit par de grands travaux financés par le roi et devient un château quasi-royal. En témoigne notamment le jardin, dessiné par André Le Nôtre.
Racine y vint souvent méditer[réf. nécessaire].
Le domaine passa ensuite dans la famille de Noailles grâce au mariage de Françoise-Amable d'Aubigné, nièce de Madame de Maintenon, avec le duc d'Ayen, Adrien Maurice, fils du maréchal de Noailles.
En 1830, Charles X déchu, en fuite depuis Rambouillet, y coucha sur le chemin de l'exil.
À l'automne 1926 Georges Clemenceau, après y avoir déjeuné, écrivit à son amie la comtesse d'Aunay, faisant probablement allusion à un portrait de Mme de Maintenon : « Mme de M. (il écrit par erreur Montespan) avait un petit air difforme et non pas l'altière figure que lui prêtent nos historiens ».
Vers 1950, le bureau du duc de Noailles quitta le château pour entrer dans la collection d'art d'Élie de Rothschild (1917-2007) et de son épouse, née Liliane Fould-Springer.

### Succession des propriétaires et occupants du château

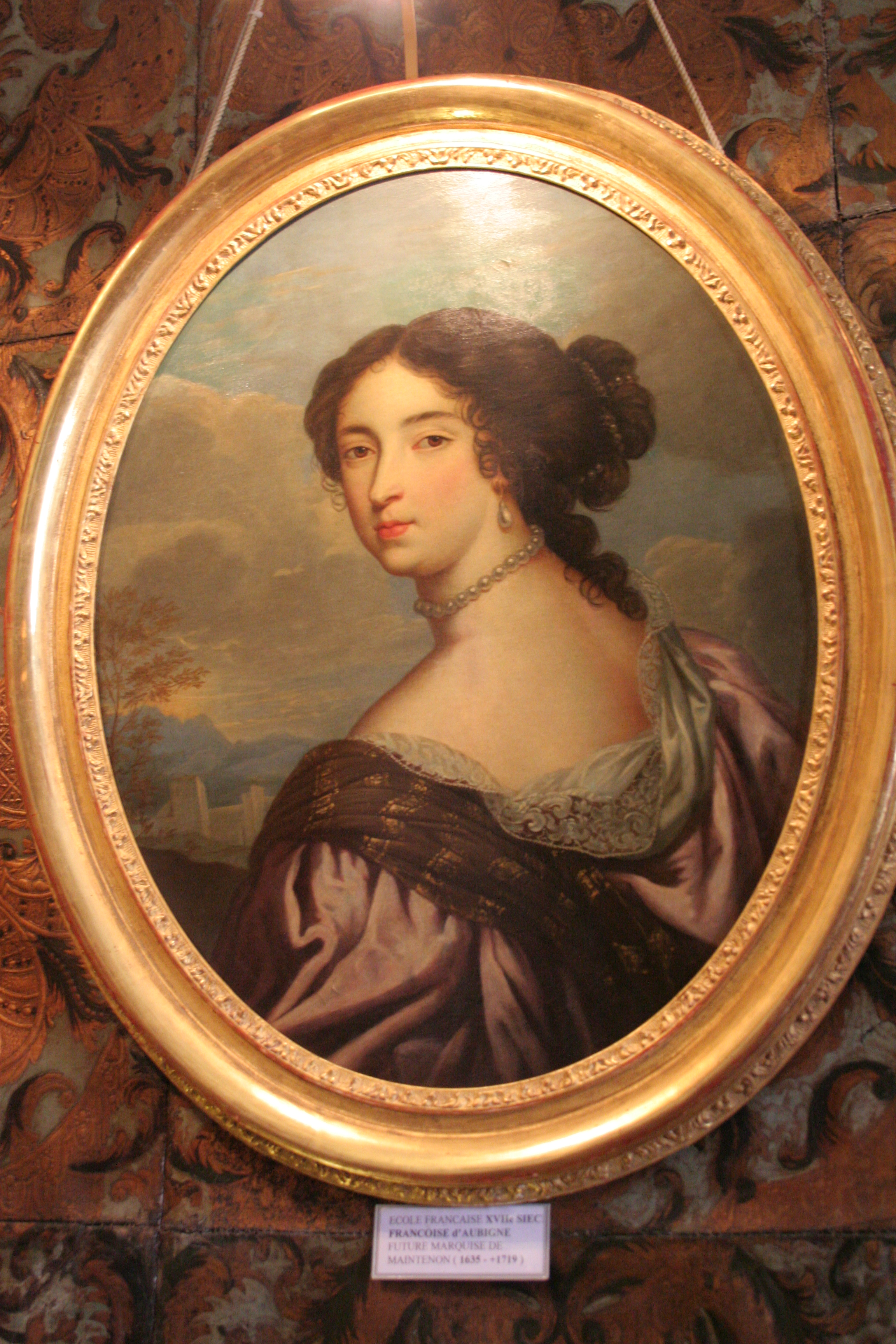
Françoise d'Aubigné
(château de Maintenon).

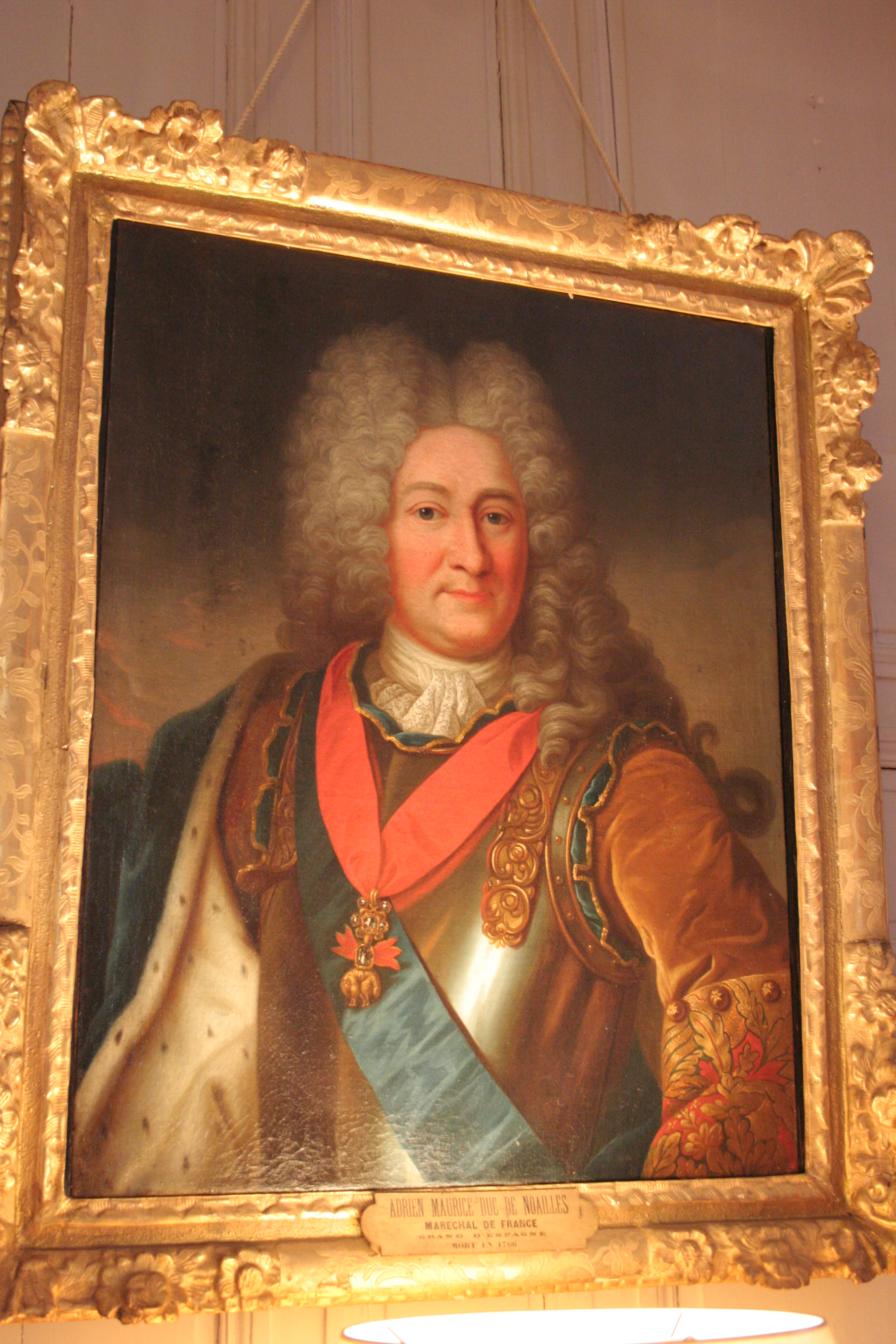
Adrien Maurice de Noailles
(château de Maintenon).

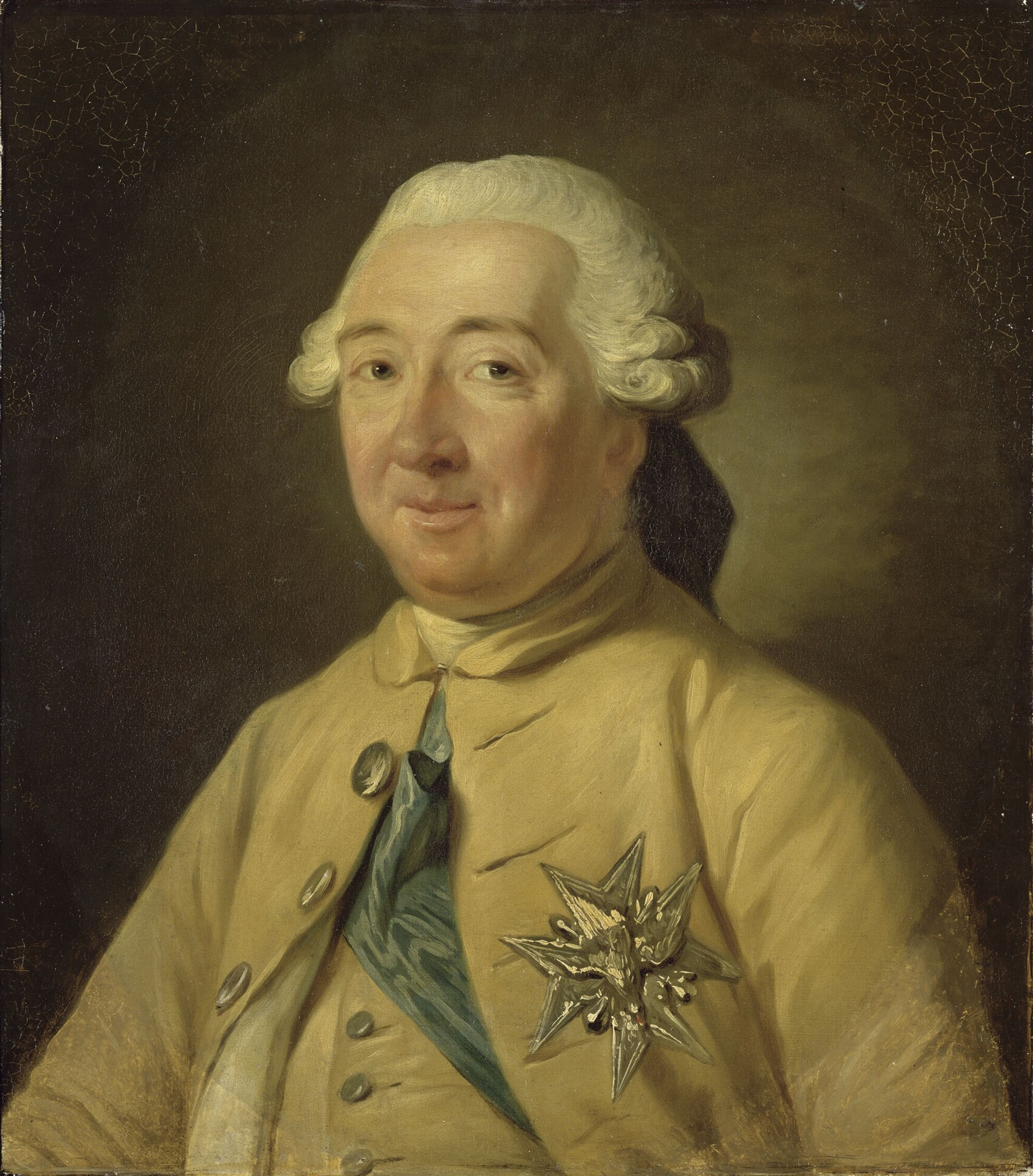
Louis de Noailles
(château de Versailles).

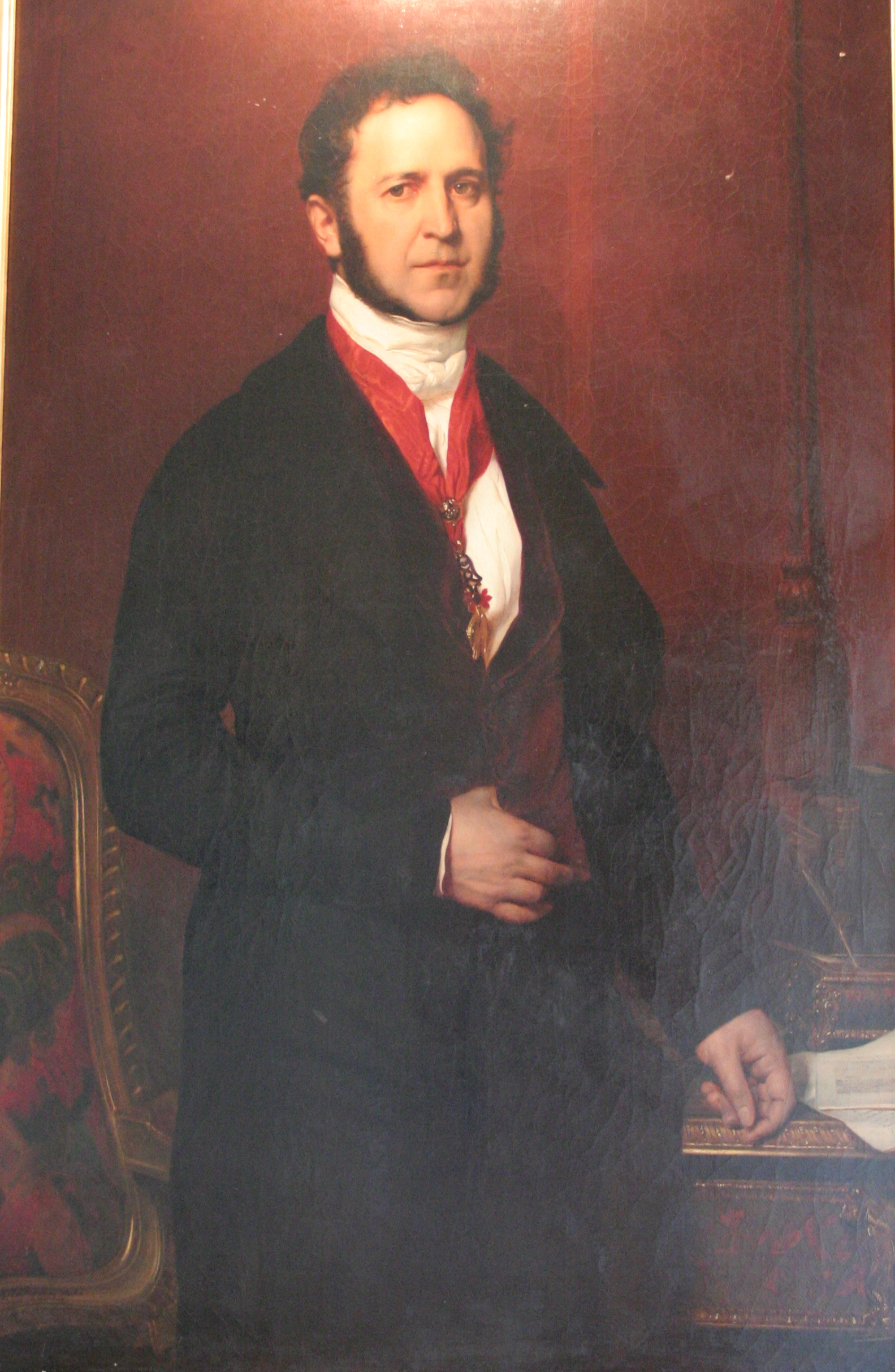
Paul, duc de Noailles
(château de Maintenon).

#### Famille de Maintenon
- fin Xe siècle : Avesgaud 1er est le premier seigneur connu de Maintenon ;
- cité en 1028 : Germond 1er, fils et héritier du précédent ;
- cité en 1053 : Avesgaud II, fils et héritier du précédent ;
- cité en 1083 : Germond II, fils et héritier du précédent ;
- cité de 1086 à 1120 : Mainier, fils et héritier du précédent ; il épouse Élisabeth ;
- cité de 1123 à 1135 : Amaury 1er, fils et héritier des précédents ;
- vers 1150 : Guillaume, fils et héritier du précédent ;
- vers 1180 : Jean, fils et héritier du précédent; il épouse Agnès ;
- de 1200 à 1237 : Amaury II, fils et héritier des précédents ; il épouse Ameline ;
- vers 1240 : Amaury III, fils et héritier des précédents ;
- 1248 : Hugues, fils et héritier du précédent, épouse Agnès de Marolles ;
- cité en 1260 : Jean, frère du précédent ;
- seconde moitié du XIIIe siècle : Amaury IV, fils ou neveu du précédent ;
- début du XIVe siècle : X (mort avant 1331), fils et héritier du précédent, épouse Jacqueline de Neuville ;
- cité de 1346 à 1373 : Amaury V, fils et héritier du précédent ;
- fin du XIVe siècle : Thibaud, fils et héritier du précédent, épouse Perrette de Lestre ;
- vers 1473 : Jean, fils et héritier du précédent ;
- vers 1485 : Robert, fils et héritier du précédent.

#### Famille peut-être apparentée à la précédente
- à partir de 1497 : Amaury Loresse, écuyer.

#### Famille Cottereau
- à partir de 1503 : Jean Cottereau, trésorier et surintendant général des finances de France, principal créancier des anciens seigneurs de Maintenon, acquiert le château (armoiries : d'argent à trois lézards grimpant de sinople, 2 et 1).

#### Famille d'Angennes
- 1526 : Jacques d’Angennes ( - 1562), seigneur de Rambouillet, épouse Isabeau ( - 1554), fille et héritière du précédent ;
- avant 1573 : Louis d’Angennes (1536 - après 1601), premier marquis de Maintenon, baron de Meslay, seigneur de La Moutonnière, du Moutier et de La Villeneuve, fils des précédents, épouse Françoise d'O ;
- 1607 : Charles, marquis de Maintenon, baron de Meslay, seigneur de La Moutonnière, du Moutier et de La Villeneuve, fils des précédents, épouse Françoise, dame de Blainville, de Salvert et de Saint-Gervais ;
- 1640 : Louis, marquis de Maintenon, baron puis marquis de Meslay, seigneur de La Moutonnière, du Moutier, de La Villeneuve, de Blainville et de Saint-Gervais, fils des précédents, épouse Marie Le Clerc du Tremblay ;
- seconde moitié du XVIIe siècle : Charles François (1648-1691), marquis de Maintenon, épouse Catherine du Poyet de Poincy.

#### Famille d'Aubigné
- 1674 : Françoise d’Aubigné, dite Madame de Maintenon (1635 - 1719) achète le marquisat et le domaine au précédent[a] ;

#### Maison de Noailles
- 1698 : Françoise Charlotte d'Aubigné (1684-1739), nièce de Madame de Maintenon, épouse le 31 mars 1698 Adrien Maurice de Noailles, comte d'Ayen (1678 – 1766), futur maréchal et duc de Noailles ; Madame de Maintenon lui donne le château en « présent de noces » ;
- 1766 : Louis, duc de Noailles (1713-1793), fils et héritier des précédents, leur succède; il avait épousé en 1737 Catherine de Cossé-Brissac ;
- 1793 : Jean Louis Paul François, duc de Noailles (1739–1824), fils et héritier des précédents, leur succède, mais meurt sans descendance masculine ; il avait épousé en 1755 Louise  d'Aguesseau ;
- 1824 : Paul, duc de Noailles (1802–1885), petit-neveu du précédent, lui succède ; il avait épousé Alice de Rochechouart-Mortemart ;
- 1885 : Jules Charles Victurnien, duc de Noailles (en) (1826–1895), fils du précédent, lui succède ; il avait épousé en 1851 Clotilde de la Ferté-Meun ;
- 1895 : Adrien Maurice Victurnien Mathieu de Noailles (en) (1869–1953), fils du précédent, lui succède ; il avait épousé en 1892 Yolande de Luynes ; Jean Maurice Paul Jules de Noailles (1893-1945), leur fils, meurt en déportation ; il avait épousé en 1919 Solange de Labriffe ;
- 1953 : Geneviève de Noailles (1921-1998), fille de Jean, hérite du château ; elle avait épousé en 1947 Jean Gaston Amaury Raindre (1924-), petit-fils de Gaston Raindre, ambassadeur de France en Suisse puis au Japon.

#### Fondation Mansart
- 1983 : la précédente cède le domaine à la Fondation du château de Maintenon qui prendra ensuite le nom de Fondation Mansart[12] ;
- 2005 : dans le cadre d'un bail emphytéotique avec la Fondation Mansart, le conseil départemental d'Eure-et-Loir en assure la gestion, l'entretien, le fonctionnement et l'animation.

### Citations
- De Clément Marot, à propos de Jean Cottereau et du château : « Sous quatre roys par service estimé... le chastel fist, cette église fonda en ses vieux jours où repos se donna. »
- Du Louis de Rouvroy de Saint-Simon, en parlant du château après son rachat par Madame de Maintenon : « MM. d'Angennes y avaient tout laissé ruiner. »
- De Madame de Maintenon à son frère, Charles d'Aubigné : « C'est un gros château au bout du bout d'un gros bourg, une situation selon mon goût, des prairies tout autour et la rivière qui passe dans les fossés. »

## Tournages de films
- Quelques scènes du film Fanfan la tulipe de Christian-Jaque ont été tournées dans ce château en 1952 ;
- Dans Le Tour du monde en quatre-vingts jours adapté par Michael Anderson en 1956, Phileas Fogg survole le château.
- Le film Le Capitaine Fracasse de 1961 avec Jean Marais ;
- La scène finale du film Le Professionnel de Georges Lautner a été tournée dans ce château en 1981 ;
- Le téléfilm L'Allée du Roi réalisée par Nina Companeez en 1995, avec Dominique Blanc dans le rôle de Madame de Maintenon
- Une publicité pour EDF, avec Laure Manaudou, a été tournée en 2008 au château (vue de l'aqueduc au début du spot)[13].

## Photographies

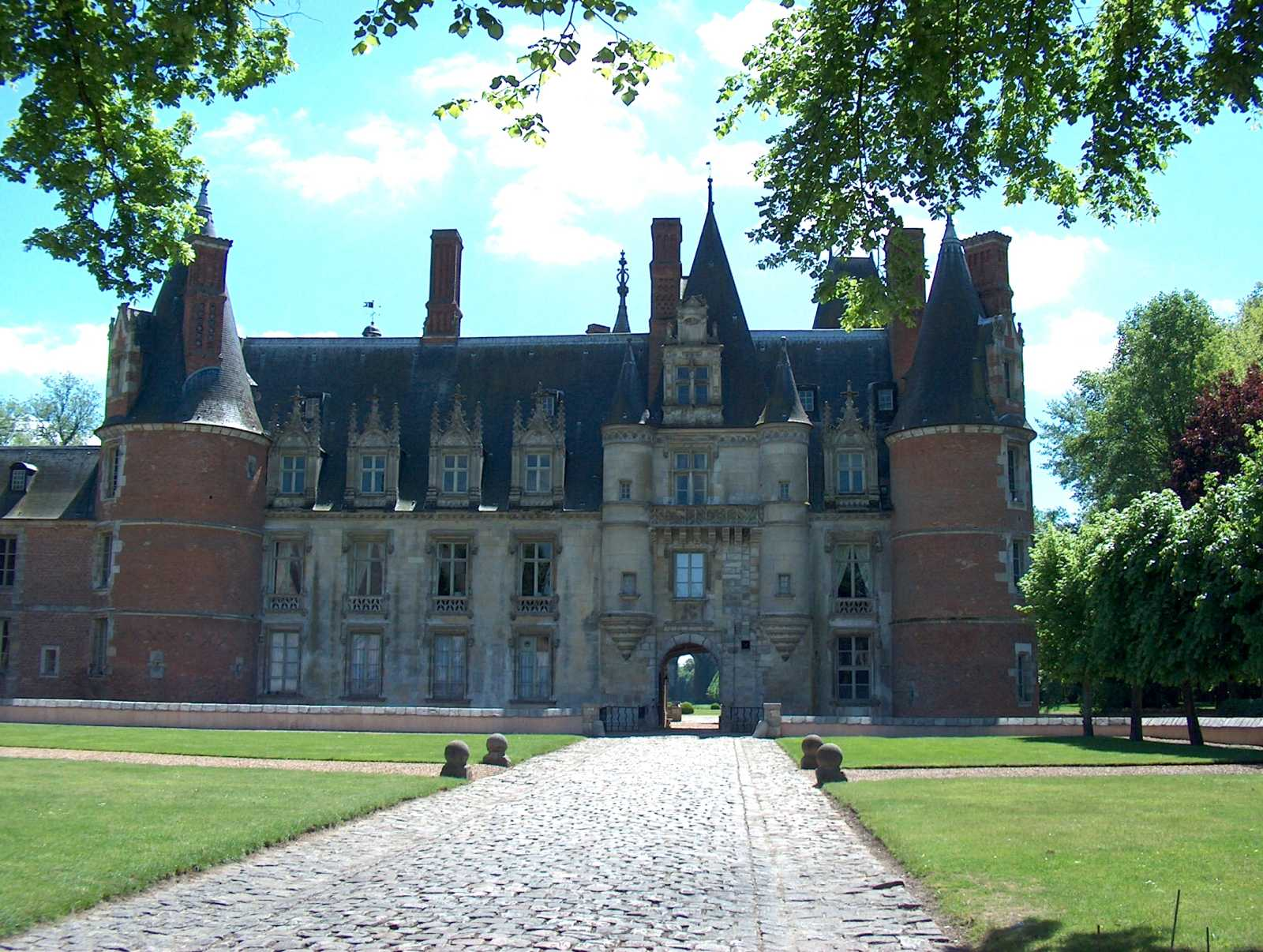
Vue du château depuis l'entrée.
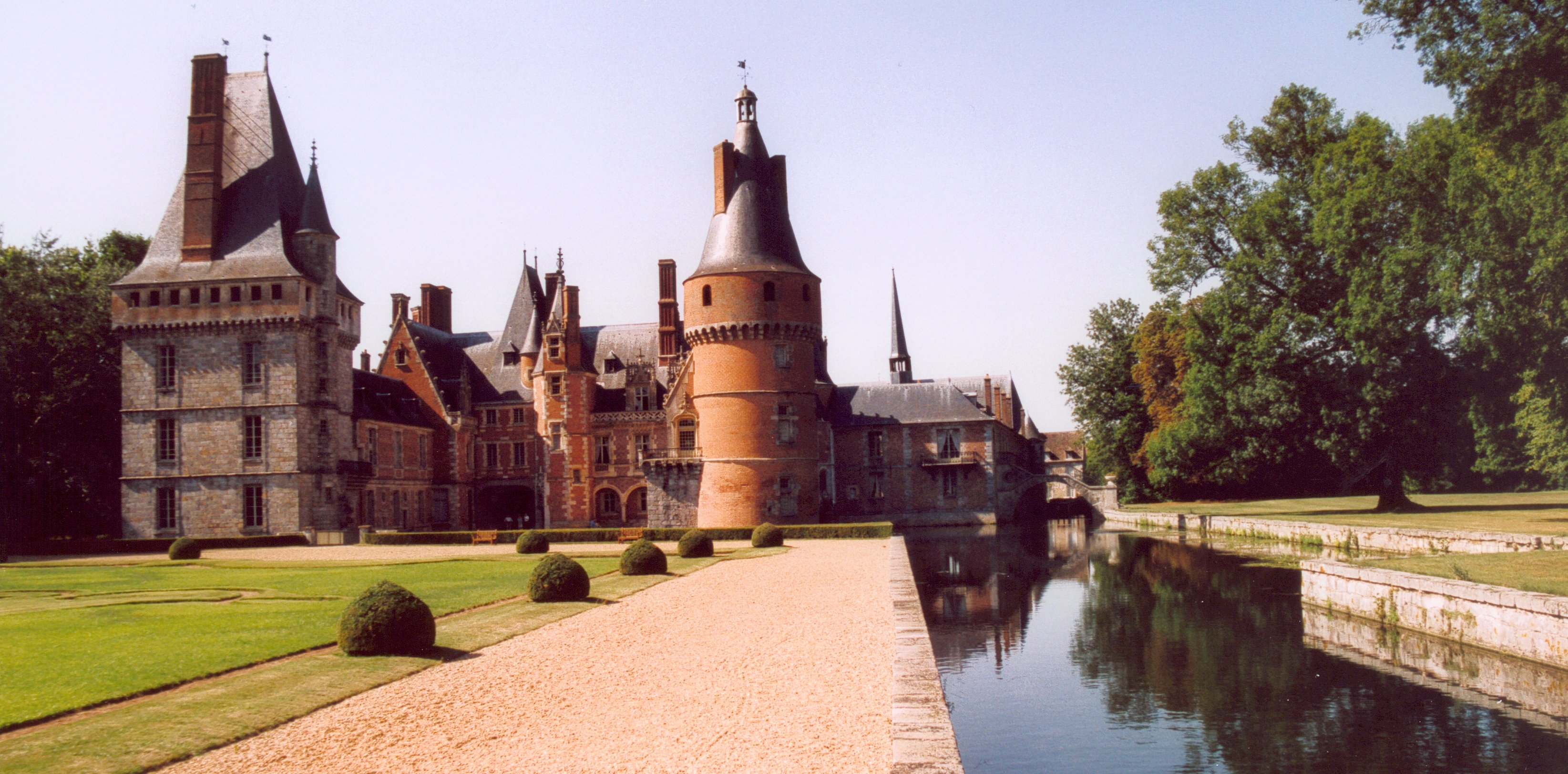
Vue du château depuis le parc.
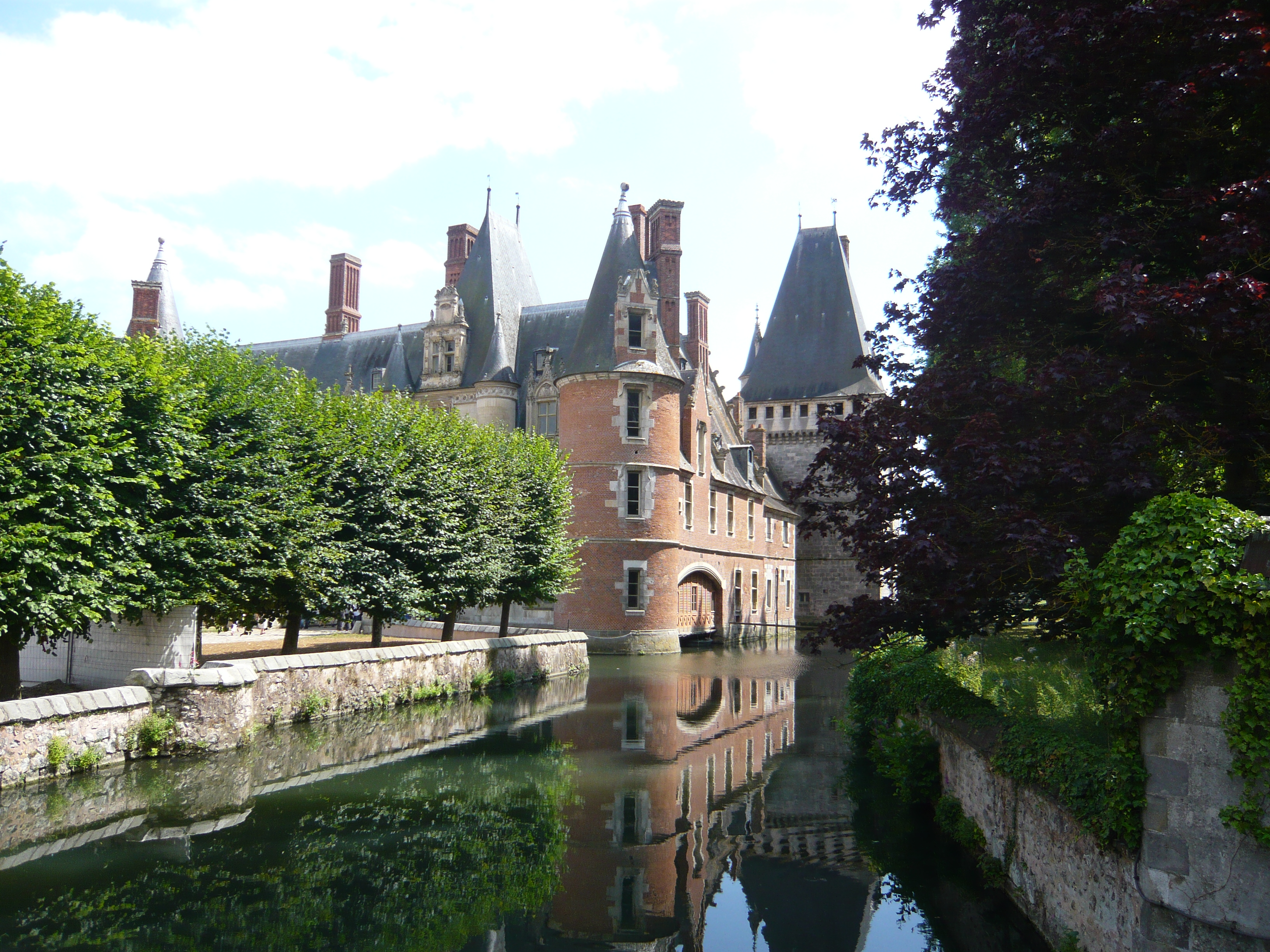
Vue du château depuis l'Eure.
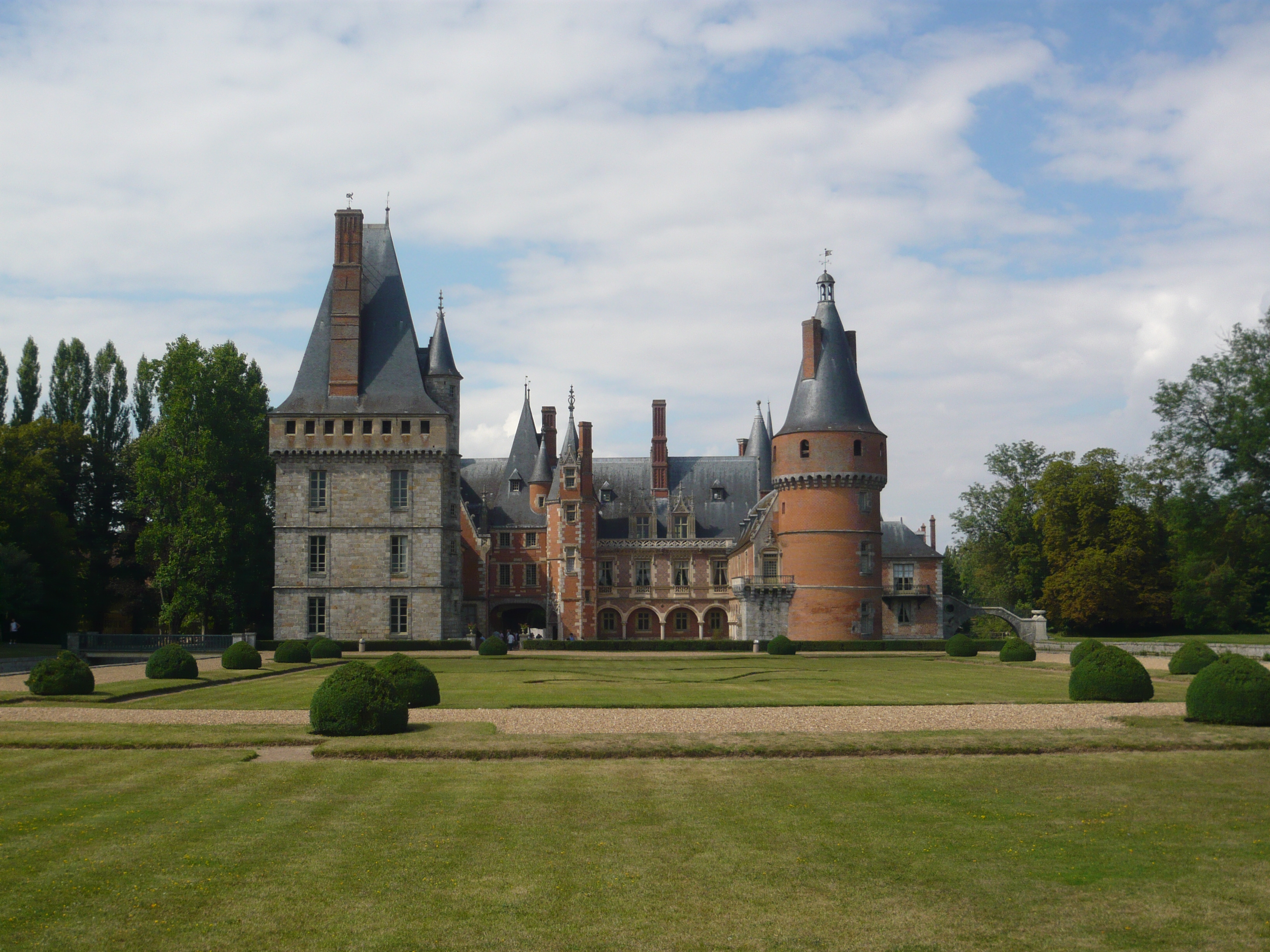
Vue du château depuis les jardins.
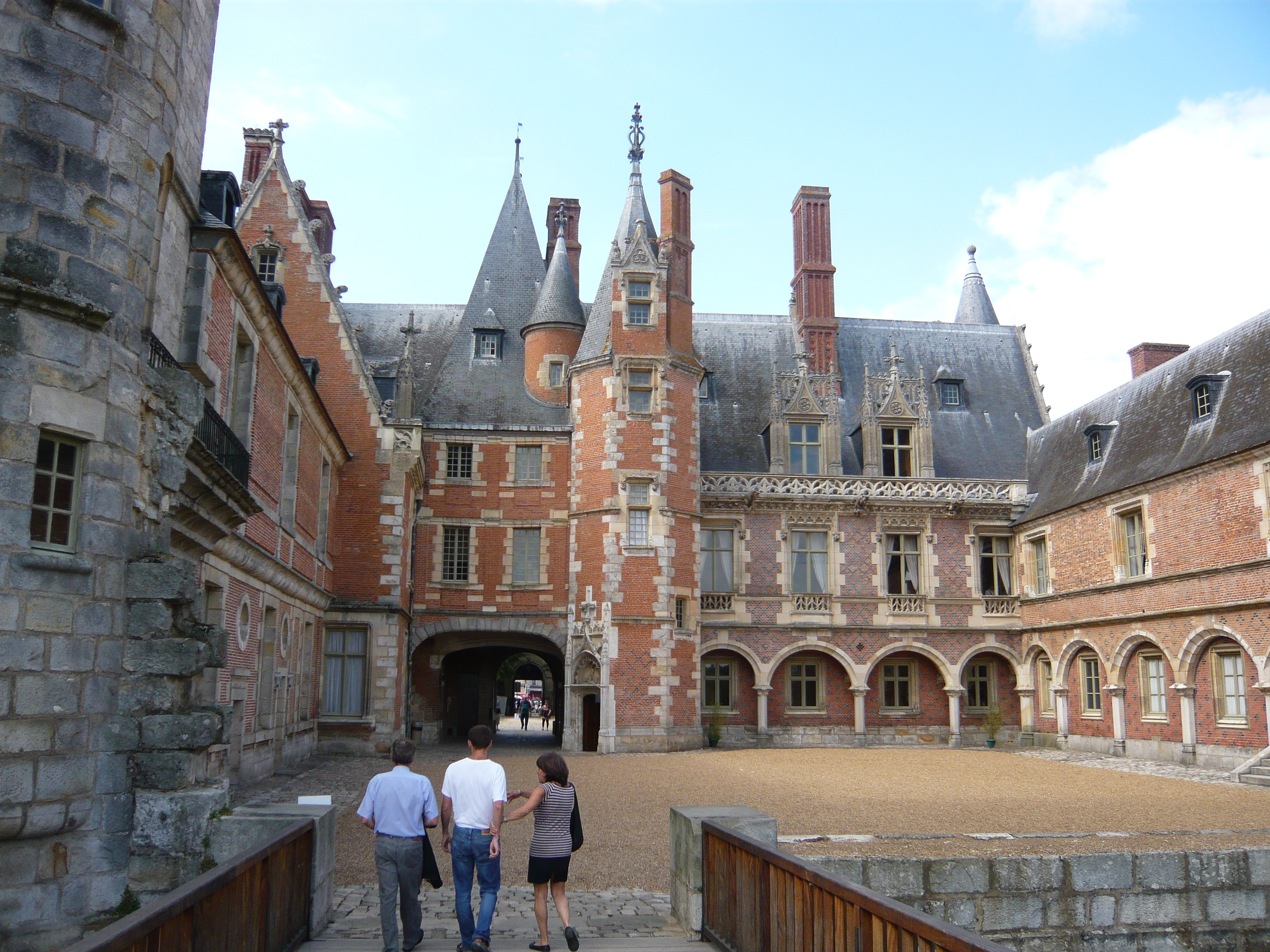
Cour du château.